# Geografia dell'Afghanistan

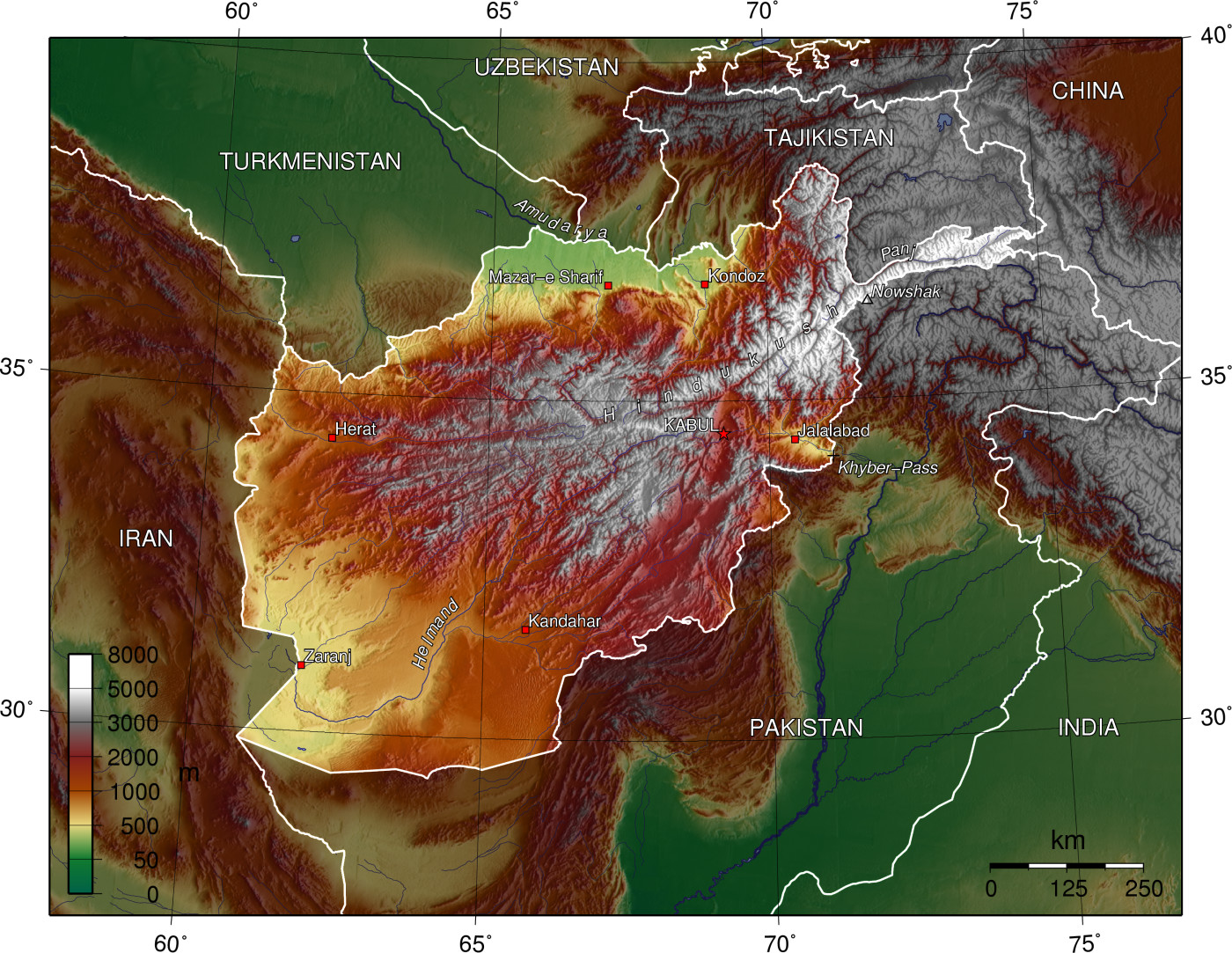
Carta topografica dell'Afghanistan.

L'Afghanistan è un paese montuoso situato tra l'Asia Centrale e quella Meridionale, senza sbocco al mare - la costa più vicina è quella che si estende lungo il mar Arabico, circa 480 km a sud - e, sia a causa del suo isolamento che della sua instabile storia politica, rimane una delle aree meno approfonditamente studiate del mondo.
Confina a est e a sud con il Pakistan (anche con le aree del Kashmir amministrate dal Pakistan ma rivendicate dall'India), a ovest con l'Iran, e a nord con gli stati centroasiatici di Turkmenistan, Uzbekistan e Tagikistan. Condivide inoltre un breve tratto di confine con lo Xinjiang, Cina, alla fine del lungo e stretto Wakhan (corridoio del Wakhan), all'estremità nord-orientale del Paese. La sua superficie totale è all'incirca due volte quella della Norvegia.

## Morfologia

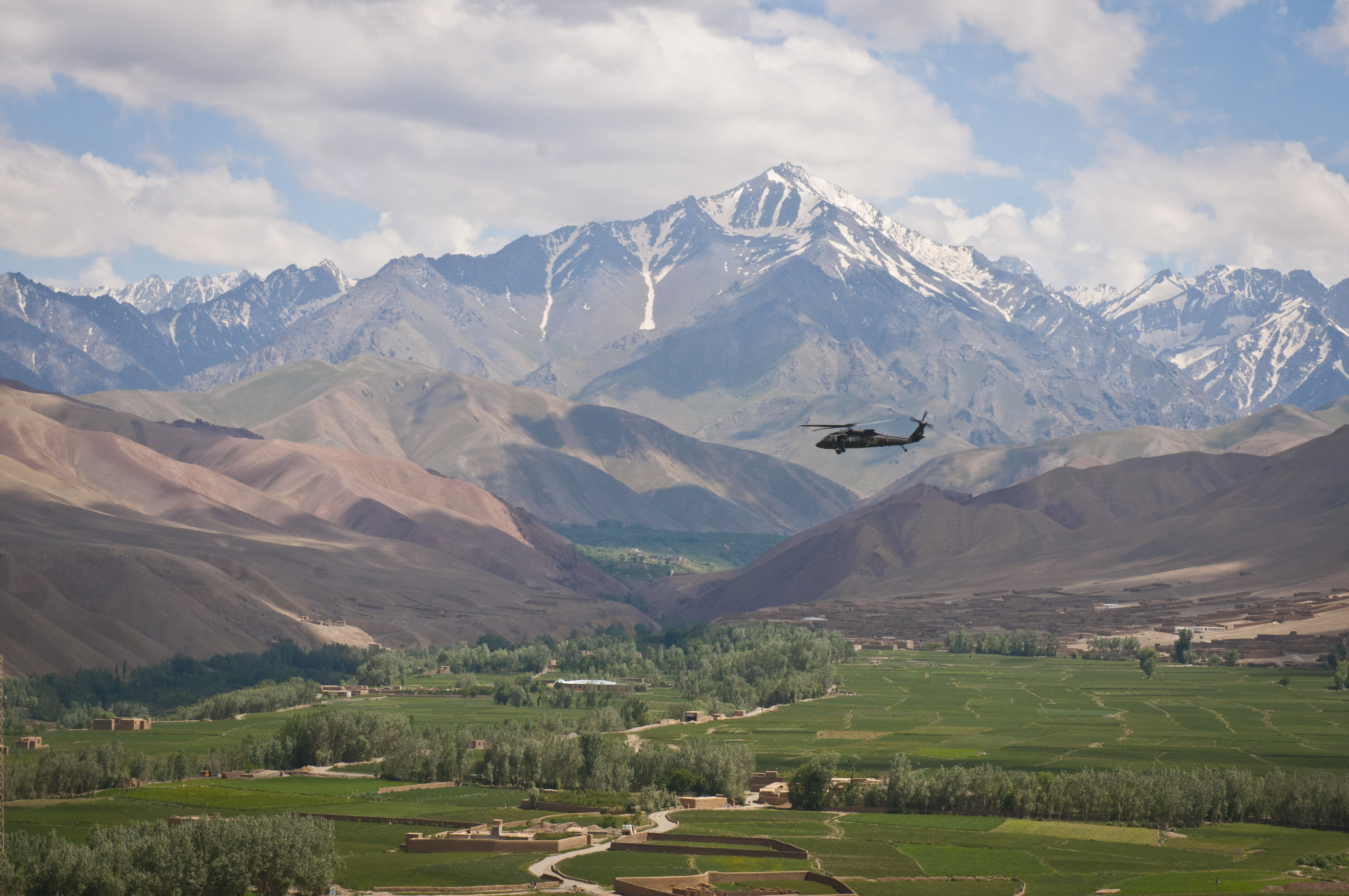
I monti Bābā ammantati di neve nella Provincia di Bamyan (Afghanistan centrale).

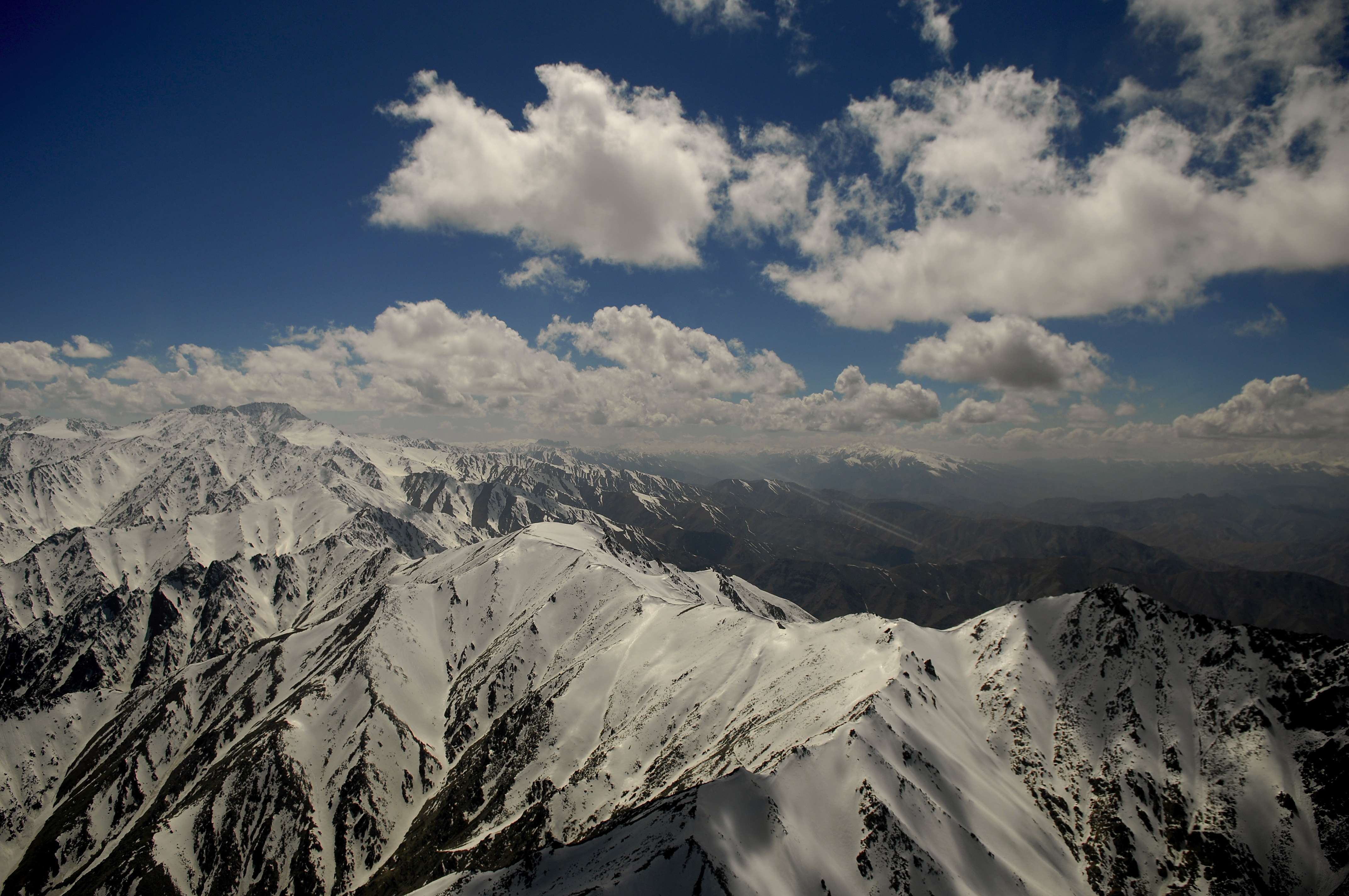
I monti Hindu Kush ammantati di neve.

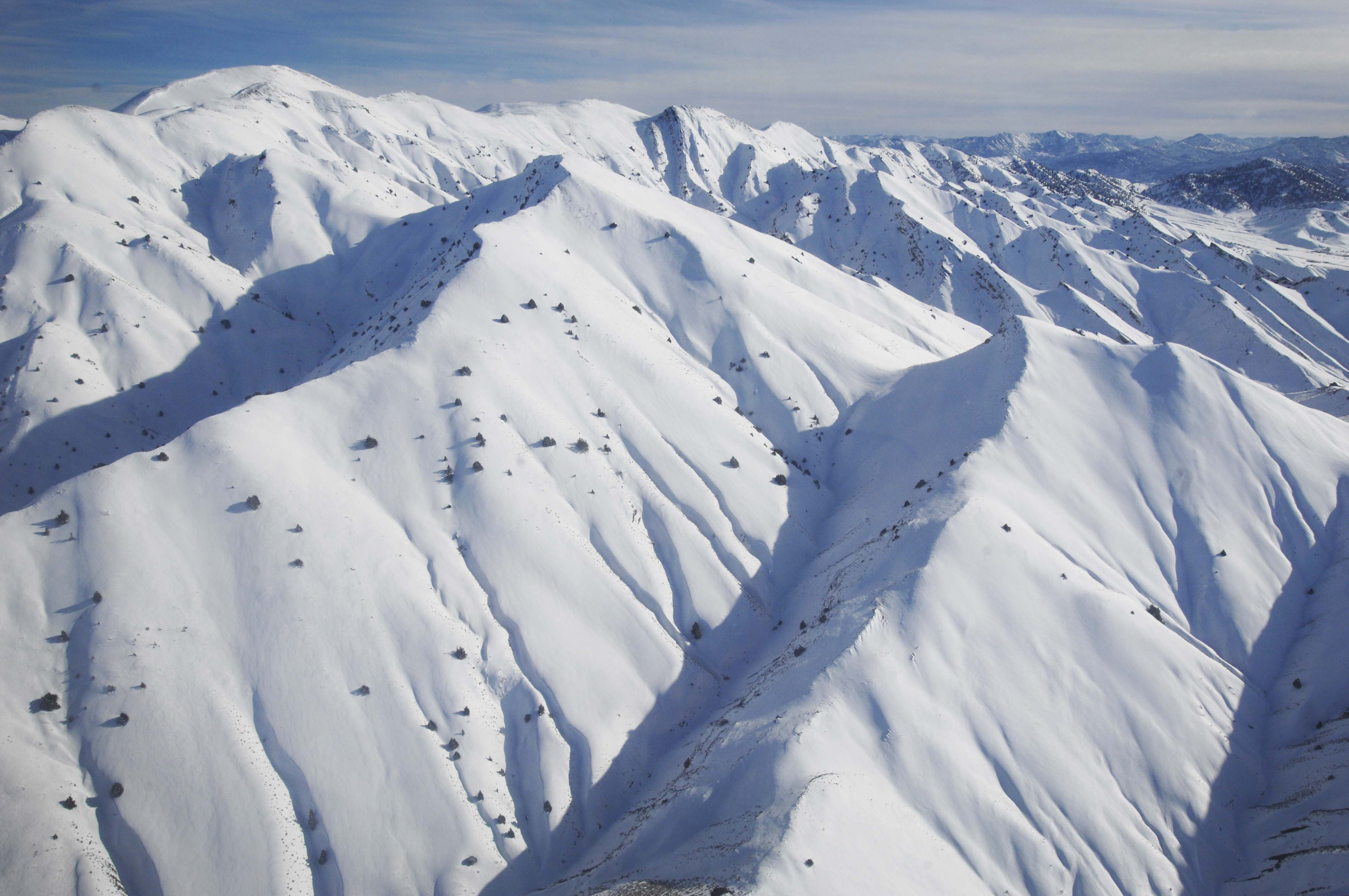
Monti ammantati di neve nella Provincia di Patkia.

### L'Hindu Kush
La forma dell'Afghanistan è stata paragonata a quella di una foglia di un albero, della quale il corridoio del Wakhan, annidato nella regione del Pamir, forma lo stelo. La caratteristica geografica principale dell'Afghanistan è la sua catena montuosa, l'Hindu Kush. Questo formidabile bastione crea l'ossatura principale dell'Afghanistan da nord-est a sud-ovest e, assieme alle catene minori che da esso dipartono, divide l'Afghanistan in tre regioni geografiche distinte, che grosso modo possono essere denominate terre alte centrali, pianure settentrionali e altopiano sud-occidentale.
Quando l'Hindu Kush raggiunge un'ampiezza di circa 160 km a nord di Kabul, si allarga e prosegue verso ovest sotto forma di una serie di catene che vanno sotto i nomi di Baba, Bayan, Sefid Kuh (Paropamiso) e altri, e ogni sezione a sua volta estende i propri contrafforti in direzioni differenti. Uno di questi speroni è costituito dai monti Torkestān, che si estendono verso nord-ovest.
Tra le altre catene importanti ricordiamo i monti Siah Kuh, a sud dell'Harirud, e i monti Hesar, che si protendono verso settentrione. Un certo numero di altre catene, quali i monti Malmand e Khakbad, si estendono verso meridione. Lungo la frontiera orientale con il Pakistan, alcune catene montuose isolano efficacemente l'interno del Paese dai venti apportatori di umidità provenienti dall'oceano Indiano. Ciò spiega l'aridità del clima.

### Caratteristiche regionali
Alle terre alte centrali - facenti parte del sistema himalayano - appartiene la catena principale dell'Hindu Kush. Quest'area, che ricopre una superficie di 414000 km², è una regione di vallate profonde e anguste e montagne elevate, con alcune cime che svettano al di sopra dei 6400 m. I passi di alta montagna, situati generalmente a una quota compresa tra i 3 600 e i 4600 m s.l.m., hanno una grande importanza strategica e comprendono il passo Shebar, situato a nord-ovest di Kabul dove i monti Baba si diramano dall'Hindu Kush, e il celebre passo Khyber, che conduce al subcontinente indiano, lungo il confine pakistano a sud-est di Kabul. La regione del Badakhshan, nel settore nord-orientale delle alteterre centrali, è sito degli epicentri di molti dei circa 50 terremoti che ogni anno colpiscono il Paese.
La regione delle pianure settentrionali, a nord delle alteterre centrali, si estende verso est dalla frontiera con l'Iran ai piedi del Pamir, presso il confine con il Tagikistan. Questa regione è la parte meridionale di quella che in passato veniva denominata propriamente Battria. Comprende circa 103000 km² di pianure e fertili colline pedemontane che digradano dolcemente verso l'Amu Darya (l'antico fiume Osso). Quest'area appartiene alla molto più estesa regione delle steppe dell'Asia centrale, dalla quale è separata dall'Amu Darya. L'altitudine media è di circa 600 m. La regione delle pianure settentrionali è coltivata intensivamente e densamente popolata. Oltre a suoli fertili, la regione possiede ricche risorse minerarie, in particolare depositi di gas naturale.
L'altopiano sud-occidentale, a sud delle alteterre centrali, è una regione di elevati altopiani, deserti sabbiosi e semideserti. L'altitudine media è di circa 900 m. L'altopiano sud-occidentale ricopre un'area di circa 130000 km², un quarto dei quali costituito dalla sabbiosa regione del Rigestan. Il più piccolo deserto di Margow, caratterizzato da distese salate e steppe desolate, è situato a ovest del Rigestan. Alcuni grandi fiumi attraversano l'altopiano sud-occidentale; tra questi figurano il fiume Helmand e il suo maggiore affluente, l'Arghandab.

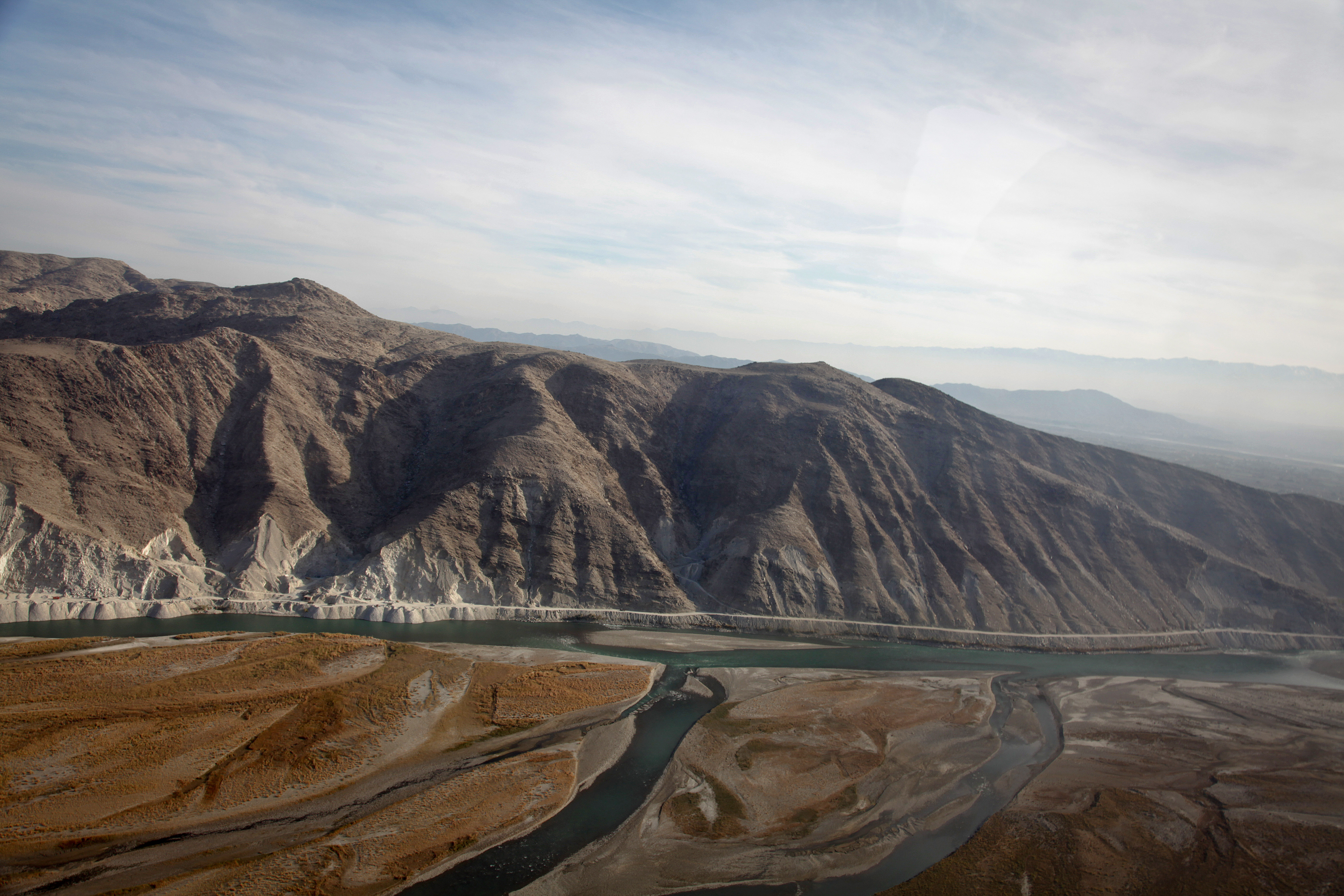
Ramificazioni del fiume Kunar incontrano il fiume Kabul nella Provincia di Nangarhar.

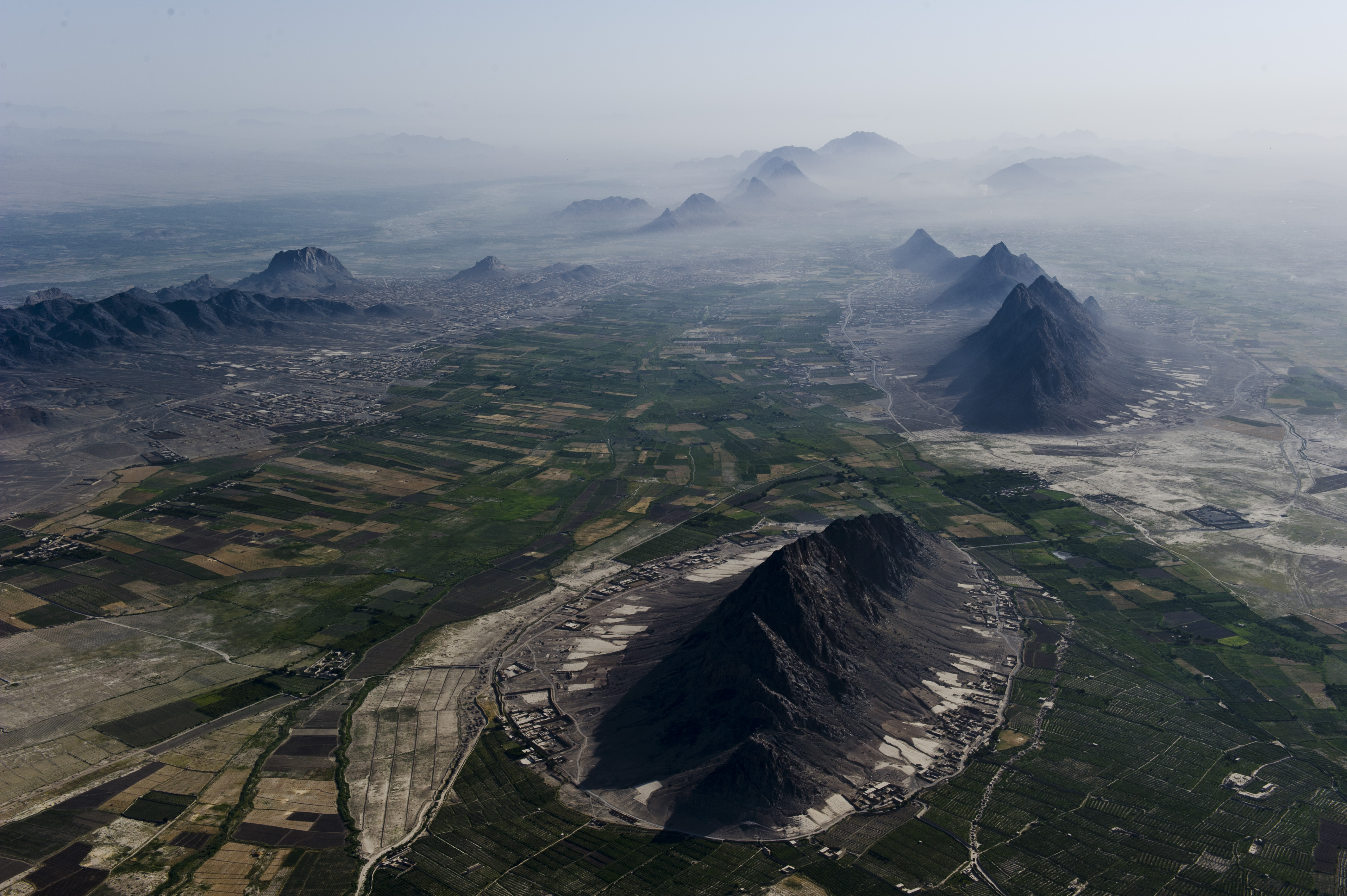
Distretto di Arghandab, tra Kandahar e Lashkar Gah.

La maggior parte dell'Afghanistan è situata a un'altitudine compresa tra i 600 e i 3000 m di quota. Lungo l'Amu Darya a nord e il delta del fiume Helmand nel sud-ovest, l'altitudine è di circa 600 m. La depressione del Sistan dell'altopiano sud-occidentale giace a circa 450–500 m di quota.

## Idrografia
In pratica l'intero sistema idrografico dell'Afghanistan è racchiuso entro i confini del Paese. Solamente i fiumi della regione orientale, che drenano un'area di 83000 km², raggiungono il mare. Il fiume Kabul, il maggiore tra i fiumi orientali, confluisce nel fiume Indo in Pakistan, che sfocia nel mar Arabico dell'oceano Indiano. Quasi tutti gli altri fiumi importanti del Paese originano nella regione delle alteterre centrali e sfociano in laghi interni o si perdono nei deserti sabbiosi. I principali bacini idrografici sono quelli dell'Amu Darya, dell'Helmand, del Kabul e dell'Harirud.
L'Amu Darya, lungo 2540 km, origina dai ghiacciai del Pamir e drena un'area di circa 241000 km² nel settore nord-orientale e settentrionale del Paese. Costituisce la frontiera tra l'Afghanistan e le repubbliche di Tagikistan e Uzbekistan per circa 1000 km del suo corso superiore. Due dei suoi maggiori affluenti afghani, il Kowkcheh e il Qonduz, nascono sulle montagne delle province di Badakhshan e Kondoz. L'Amu Darya diviene navigabile dalla sua confluenza con il Kowkcheh, 100 km a ovest della città di Feyzabad.
Il sistema idrografico nord-occidentale è dominato dal fiume Harirud, che origina dalle pendici occidentali dei monti Baba, a 2750 m di quota. Il fiume scorre verso ovest, appena a sud di Herat e attraversa l'ampia valle di Herat. Dopo aver irrigato i fertili terreni della valle, l'Harirud piega a nord circa 130 km a ovest di Herat e forma il confine tra Afghanistan e Iran per un tragitto di 105 km. Successivamente penetra in Turkmenistan e disperde le sue acque nel deserto del Karakum.
Il principale fiume del sud-ovest è l'Helmand, che nasce sui monti Baba circa 80 km a ovest di Kabul e ha una lunghezza di 1150 km. Con i suoi molti affluenti, in particolare l'Arghandab, drena più di 259000 km². Nel suo percorso attraverso l'Afghanistan meridionale, l'Helmand scorre a nord del Rigestan, attraversa il deserto di Margow, e sfocia nei laghi estremamente salati della depressione del Sistan lungo il confine afghano-iraniano.
Il maggior sistema idrografico nella regione sud-orientale è quello del fiume Kabul, che scorre verso est dalle pendici dei monti Paghman per congiungersi al fiume Indo in Pakistan. Il suo maggiore tributario nelle regioni meridionali è il Lowgar.
L'Afghanistan ospita pochi laghi di ragguardevoli dimensioni. I due più importanti sono il Saberi (una distesa salata che occasionalmente viene inondata) nel sud-ovest e il salato lago Istadeh-ye Moqor, situato 100 km a sud di Ghazni nel sud-est. Sui monti Baba si trovano cinque piccoli laghi noti come laghi Amir; sono noti per le loro insolite sfumature di colore, dal bianco latte al verde scuro, una condizione dovuta al letto di roccia sottostante.

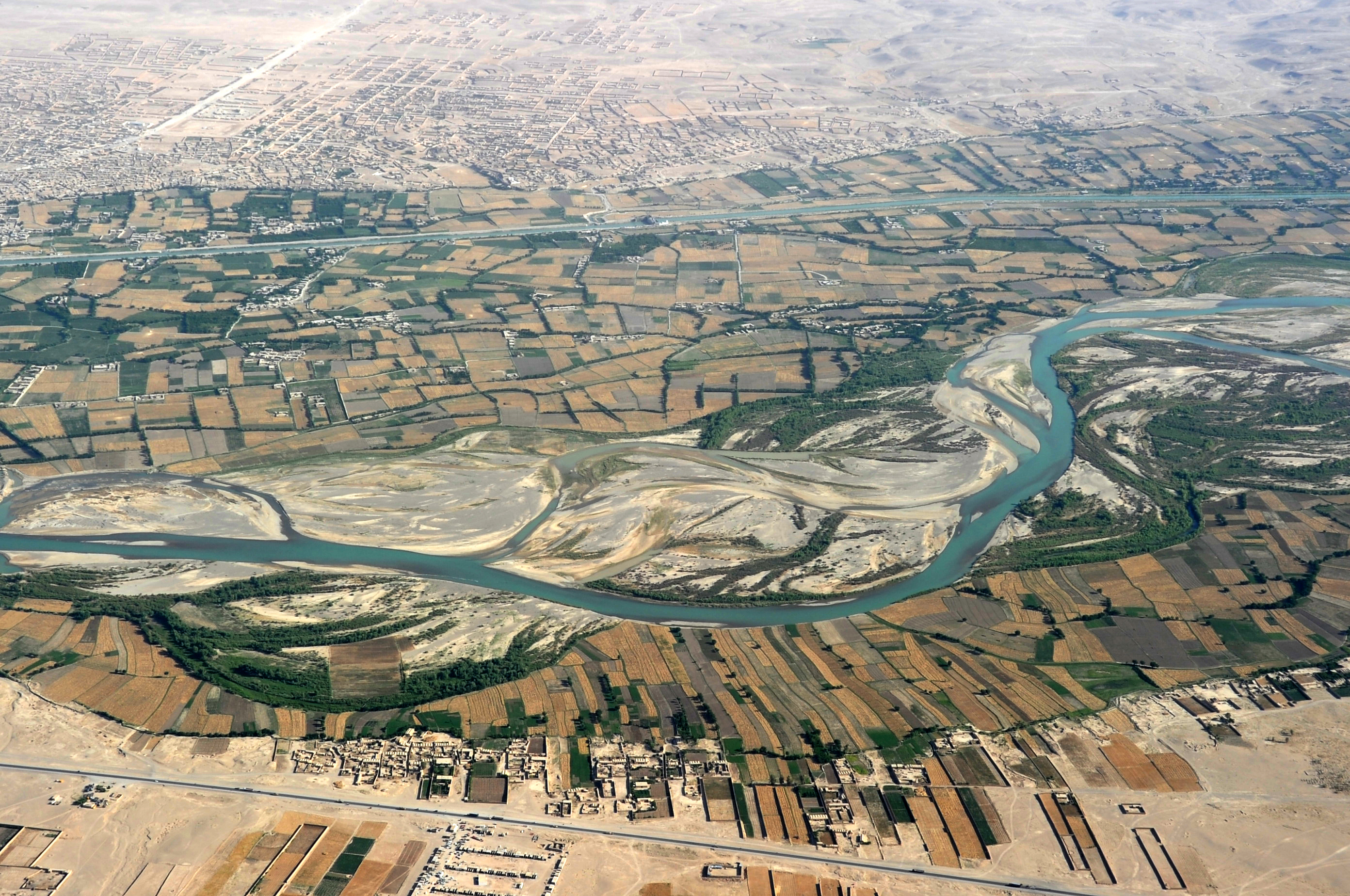
I fiumi Arghandab e Tarnak scorrono paralleli nella provincia di Kandahar.

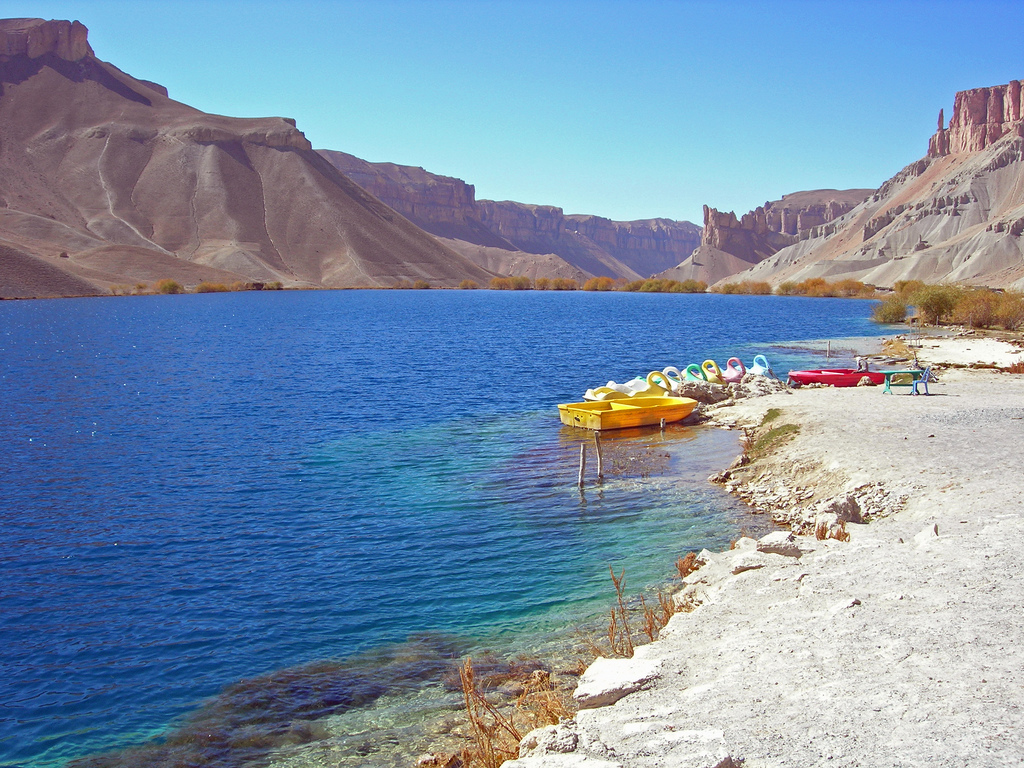
I laghi Amir (Afghanistan centrale).

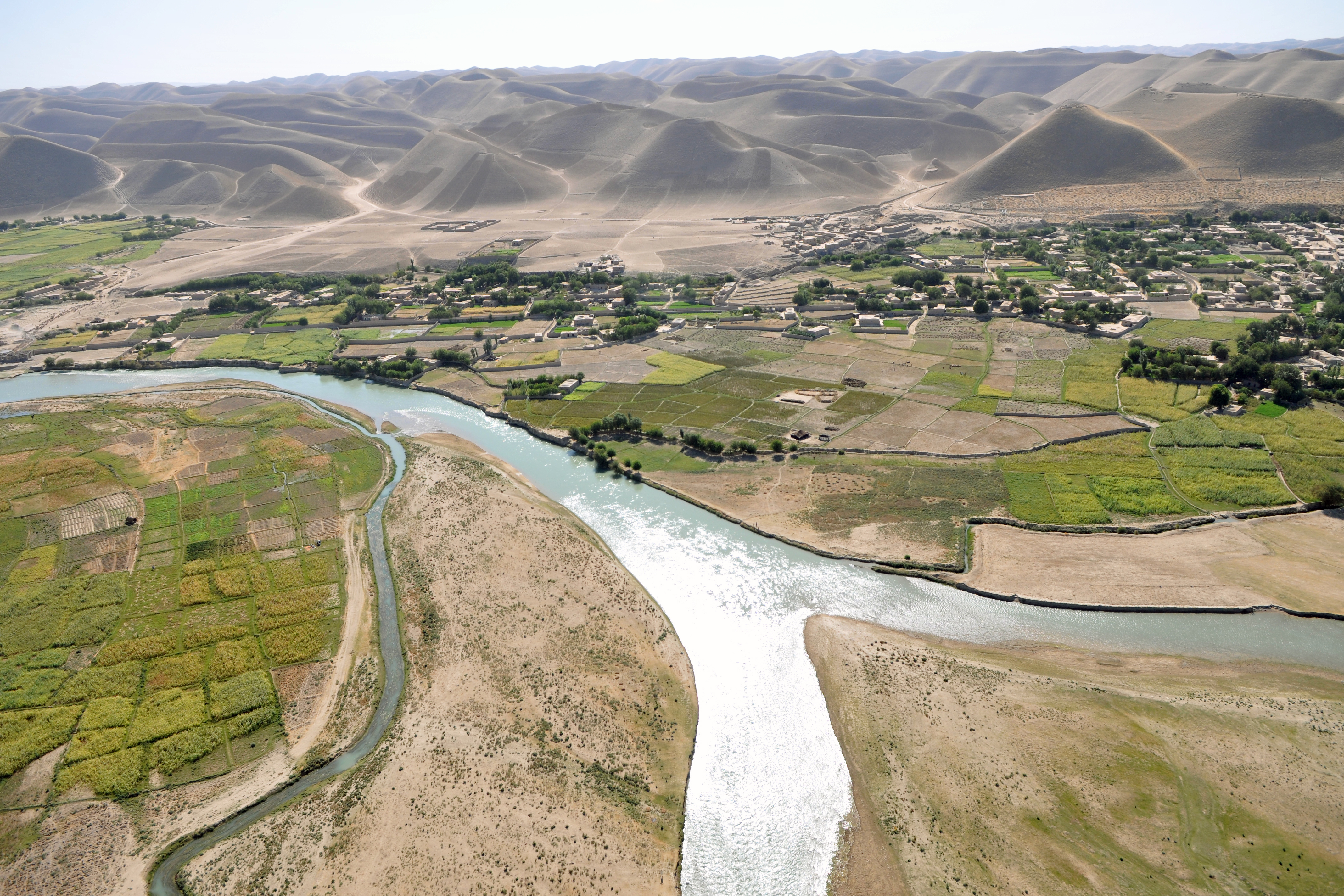
Panorama nell'ovest del Paese.

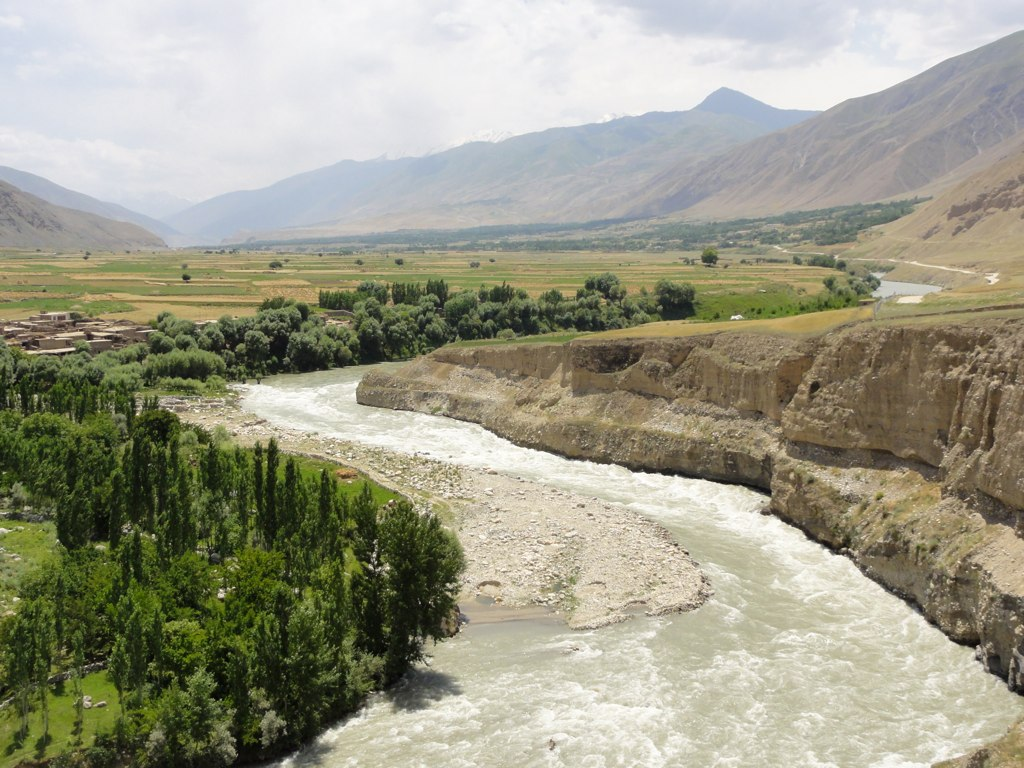
Il fiume Kokcha nella Provincia di Badakhshan.

## Clima

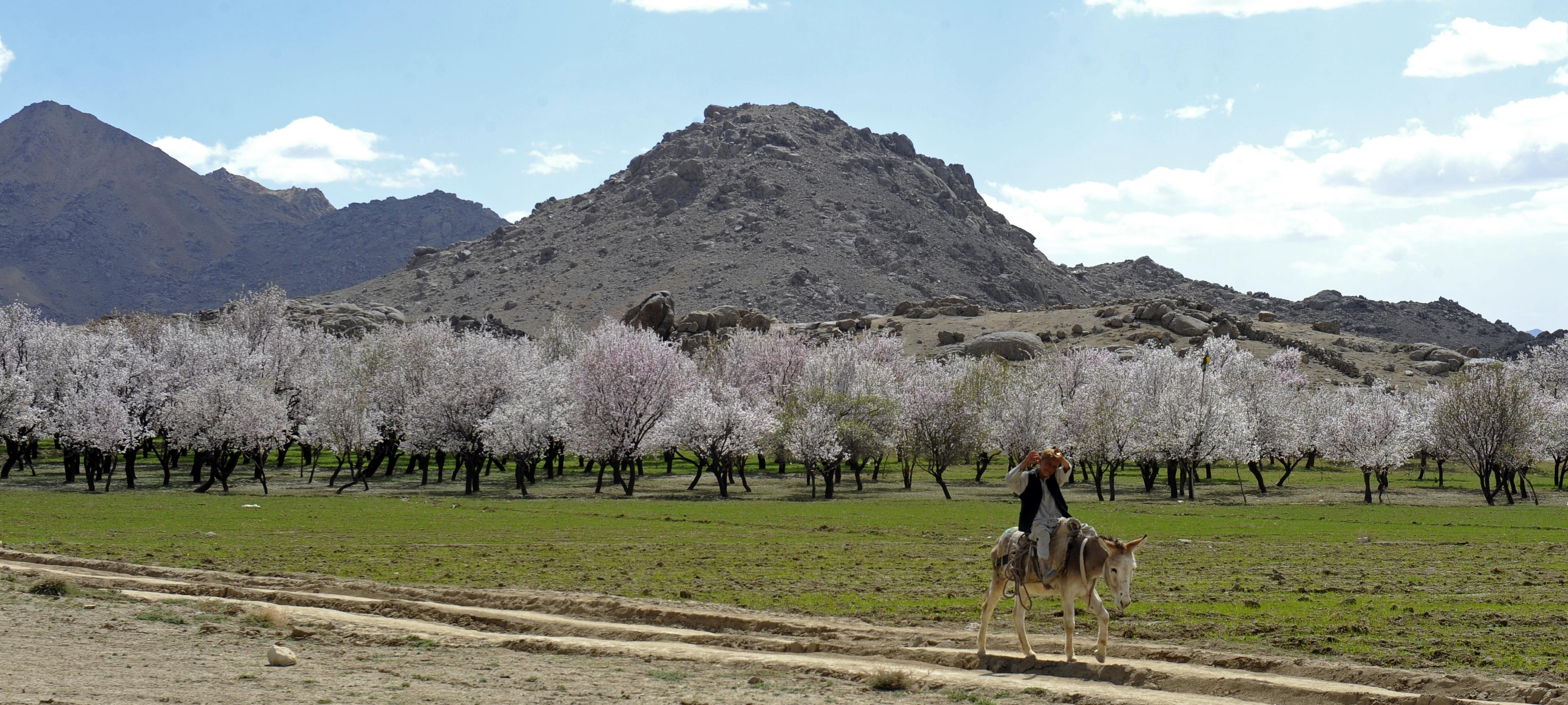
Mandorli in fiore costeggiano la valle nei pressi del Distretto di Dey Chopan (Provincia di Zabul).

In generale, l'Afghanistan presenta inverni estremamente freddi ed estati torride, condizioni tipiche di un clima di steppa semiarida. Esistono, tuttavia, molte variazioni stagionali. Mentre le regioni montuose del nord-est presentano un clima subartico con inverni asciutti e gelidi, le aree montuose lungo il confine con il Pakistan subiscono l'influenza dei monsoni indiani, che generalmente sopraggiungono tra luglio e settembre e apportano masse di aria tropicale marittima cariche di umidità e pioggia. Inoltre, venti impetuosi imperversano quasi ogni giorno nel sud-ovest durante l'estate. Variazioni locali si creano anche con le differenze di altitudine. Il clima in inverno e agli inizi della primavera è fortemente influenzato dalle masse di aria fredda provenienti dal nord e dall'area di bassa pressione atlantica proveniente da nord-ovest; queste due masse d'aria apportano nevicate e temperature rigide sulle alteterre e piogge ad altitudini inferiori.
In Afghanistan le temperature variano molto. Temperature massime diurne di oltre 35 °C si registrano facilmente nella regione dell'altopiano sud-occidentale, dove imperversa la siccità. A Jalalabad, una delle località più calde del Paese, la temperatura più elevata, 49 °C, è stata registrata in luglio. Nelle aree di alta montagna, le temperature di gennaio possono scendere a −15 °C e oltre, mentre nella città di Kabul, situata a 1800 m di quota, sono state registrate temperature minime di −31 °C.
Sulle montagne l'entità delle precipitazioni aumenta procedendo da ovest verso est; nella regione monsonica sud-orientale cadono in media circa 400 mm di pioggia all'anno. Valori estremi nazionali delle precipitazioni sono stati registrati sul passo Salang dell'Hindu Kush, dove è stato riscontrato un massimo di 1350 mm, e nell'arida regione di Farah nell'ovest, dove cadono appena 75 mm di precipitazioni annue. Nel Paese la maggior parte delle precipitazioni cadono tra dicembre e aprile; sulle alteterre la neve cade tra dicembre e marzo, mentre nei bassopiani piove a intermittenza tra dicembre e aprile o maggio. I mesi estivi sono torridi, aridi e sereni ovunque, tranne che nella regione monsonica.

## Flora e fauna
La vegetazione è scarsa nella parte meridionale del Paese, in particolare verso ovest, dove predominano regioni aride e deserti sabbiosi. Gli alberi sono rari, e solo durante la stagione delle piogge di inizio primavera il suolo si ricopre di erbe e piante in fiore. Il manto vegetale si fa più fitto verso nord, dove le precipitazioni sono più abbondanti, e ad altitudini più elevate la vegetazione diviene quasi lussureggiante, soprattutto nella regione montuosa a nord di Jalālābād, dove il clima è influenzato dai monsoni. Sulle alte montagne abbondano grandi alberi forestali, tra i quali predominano le conifere, quali pini e abeti. Alcuni di questi alberi sono alti 55 m. L'altitudine media della linea degli abeti oltrepassa i 3000 m. Ad altitudini inferiori, all'incirca tra 1700 e 2200 m, abbondano i cedri; al di sotto delle linee degli abeti e dei cedri si possono trovare querce, noci, ontani, frassini e ginepri. Si rinvengono anche arbusti, alcune varietà di rose, caprifogli, biancospini e cespugli di ribes e uva spina.

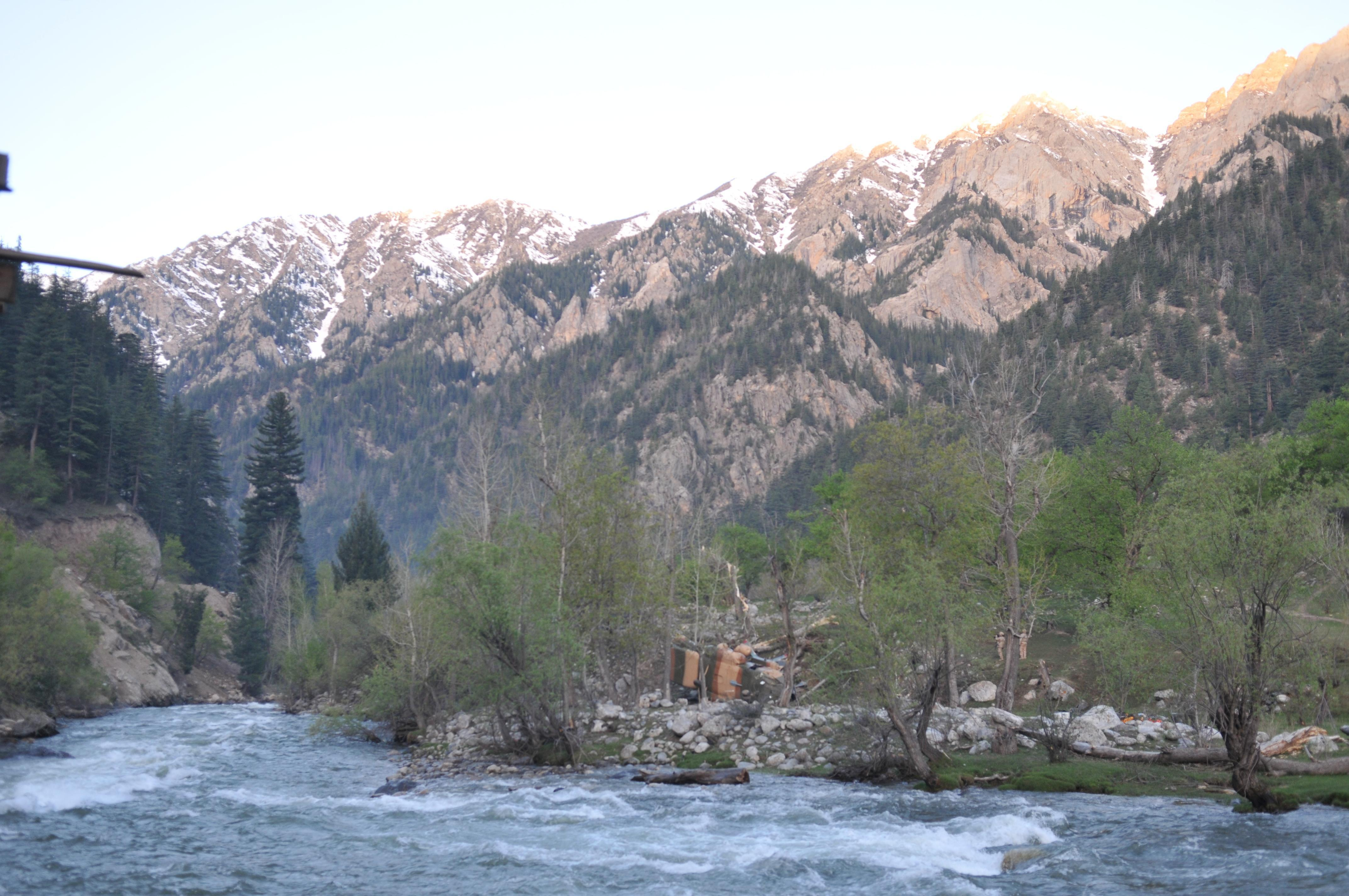
Provincia di Nuristan.

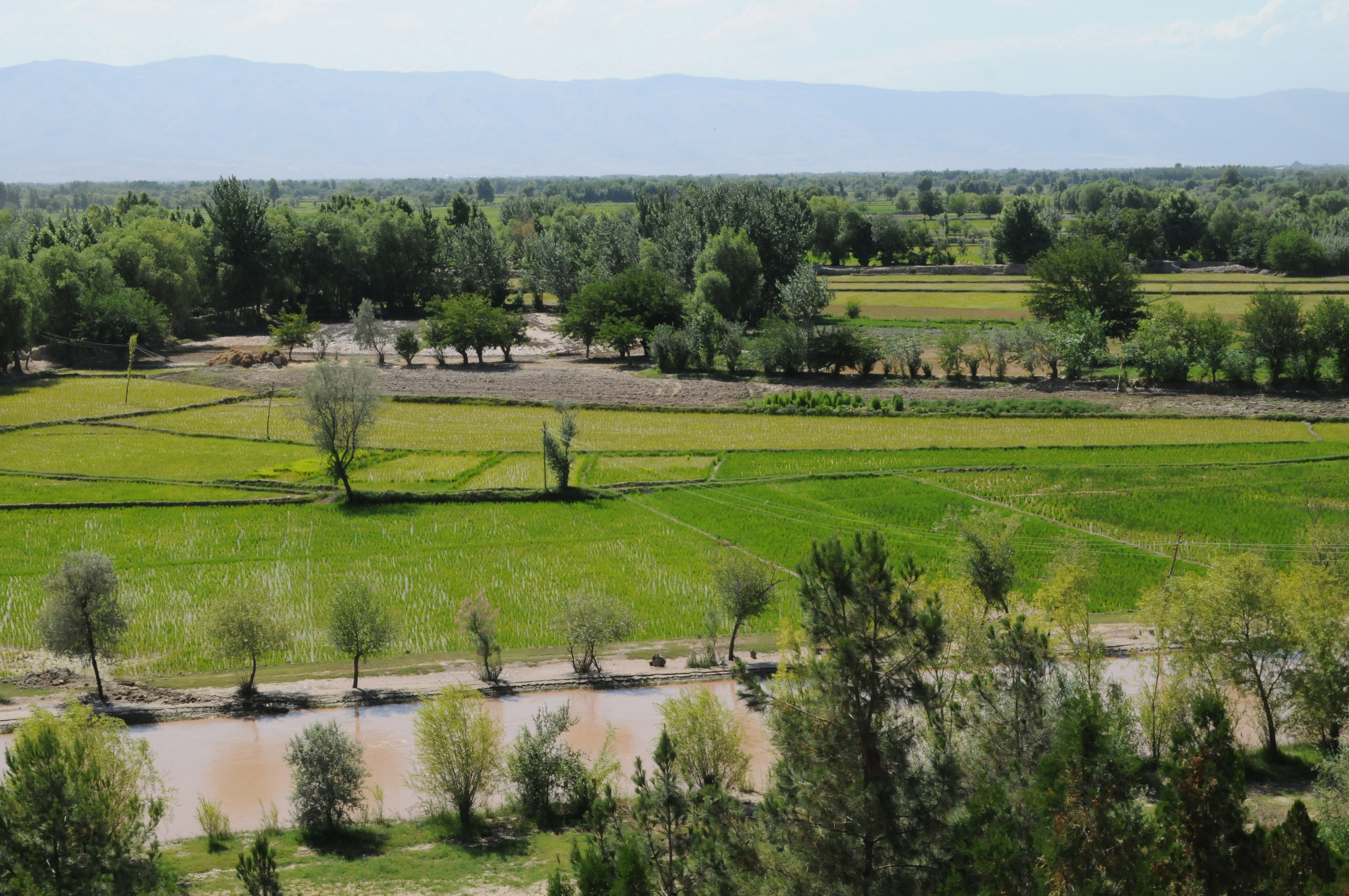
Provincia di Takhar, Afghanistan settentrionale.

In Afghanistan si rinviene la maggior parte degli animali selvatici propri della zona temperata subtropicale. I grossi mammiferi, in passato abbondanti, sono attualmente ridotti molto di numero, e la tigre è scomparsa completamente. Tuttavia rimane ancora una gran varietà di animali selvatici che popola montagne e colline pedemontane, tra i quali lupi, volpi, iene striate e sciacalli. Gazzelle, canidi selvatici e felini selvatici, quali i leopardi delle nevi, sono ampiamente diffusi. Capre selvatiche, come il markhor (Capra falconeri; rinomato per le sue lunghe corna spiraliformi) e lo stambecco (con lunghe corna curvate all'indietro), si possono trovare sul Pamir, e pecore selvatiche, tra le quali l'urial e l'argali (o pecora di Marco Polo), abitano il Pamir e l'Hindu Kush. Orsi bruni sono presenti in montagne e foreste. Animali più piccoli, quali manguste, talpe, toporagni, ricci, pipistrelli e varie specie di ratti canguro (gerboa), si possono rinvenire nelle numerose aree isolate scarsamente abitate.
Tra gli uccelli da preda figurano avvoltoi, presenti in gran numero, e aquile. Gli uccelli migratori abbondano in primavera e autunno. Vi sono inoltre molti fagiani, quaglie, gru, pellicani, beccaccini, pernici e corvi.
In fiumi, torrenti e laghi vivono molte varietà di pesci d'acqua dolce, ma il loro numero non è molto grande tranne che sulle pendici settentrionali dell'Hindu Kush, dove i fiumi sono ricchi di trote.

## Galleria d'immagini

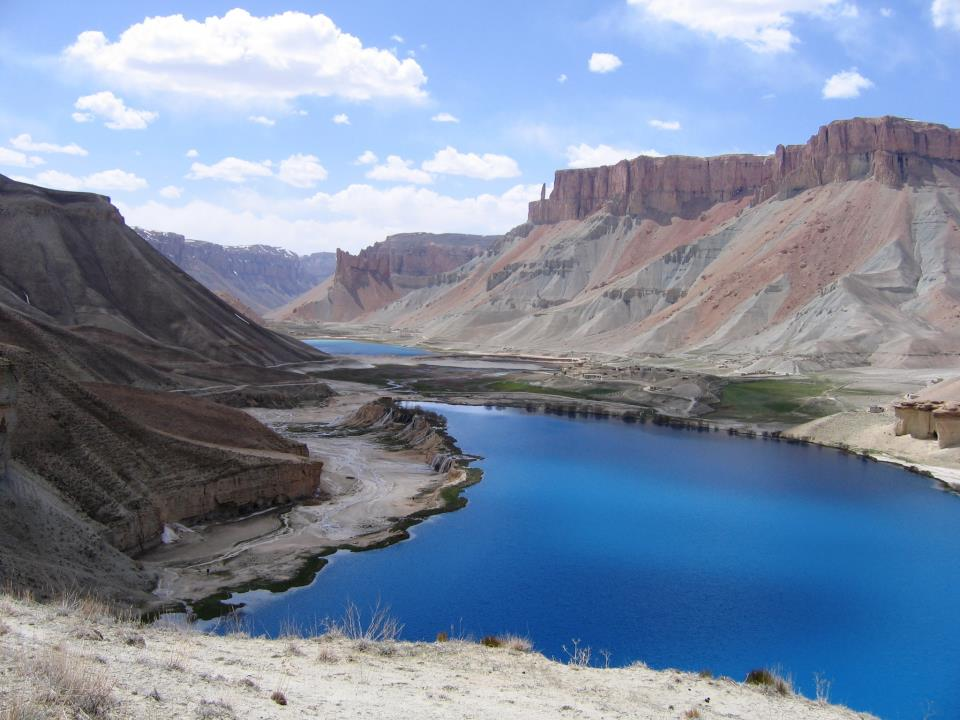
I laghi Amir (Provincia di Bamyan).
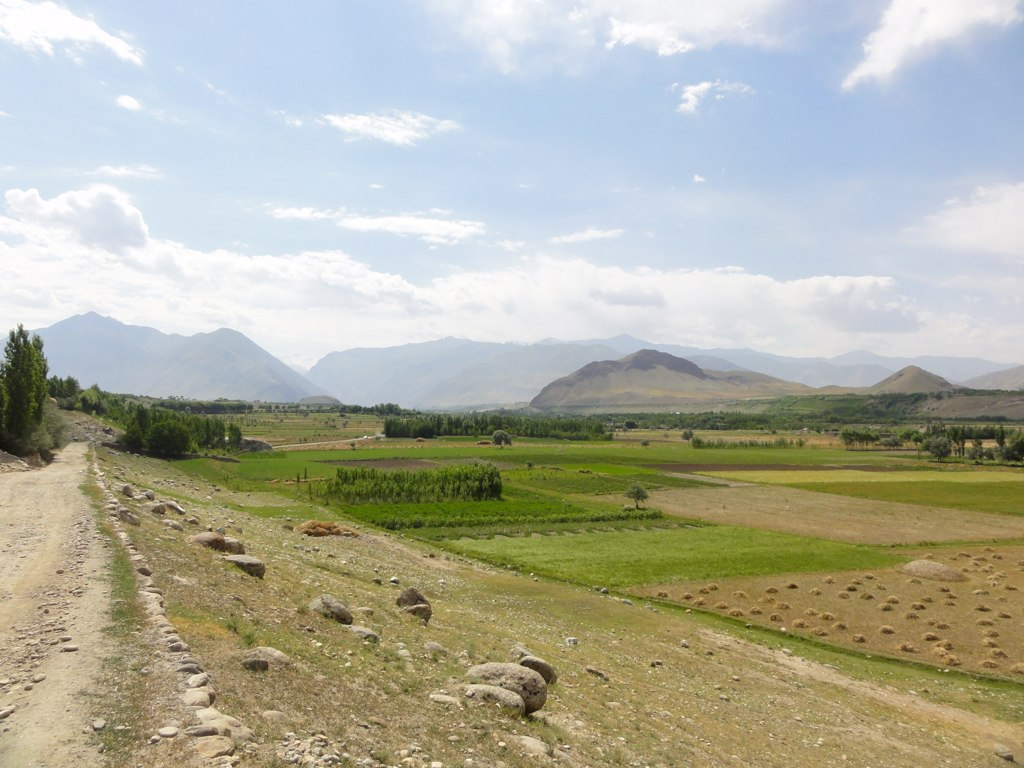
Sulla strada verso Baharak (Provincia di Badakhshan).
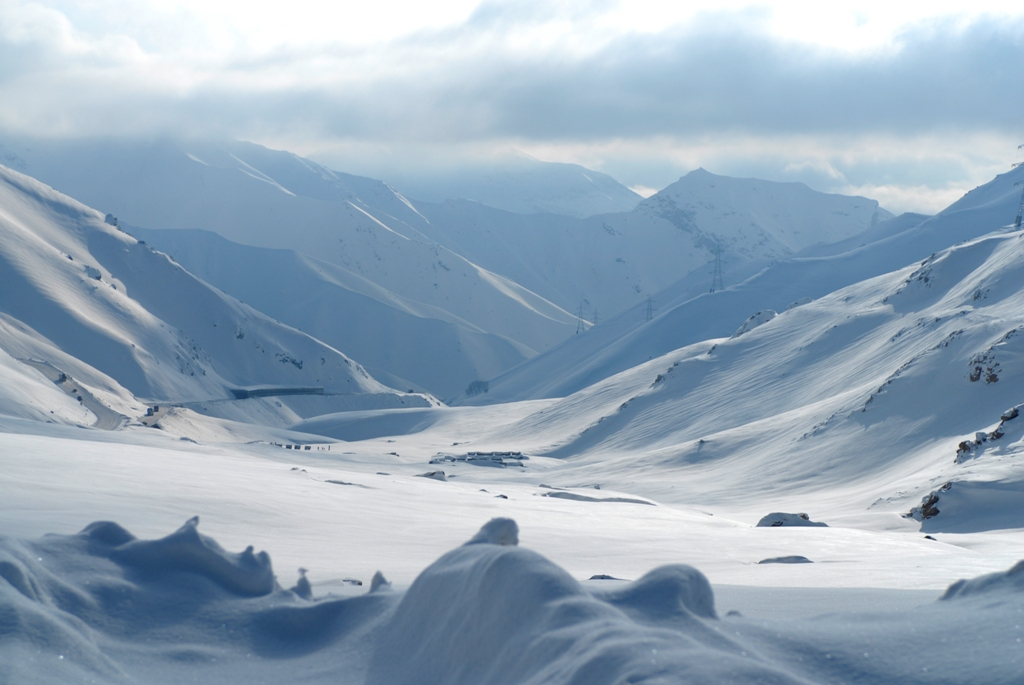
Il passo Salang tra la Provincia di Parwan e la Provincia di Baghlan.
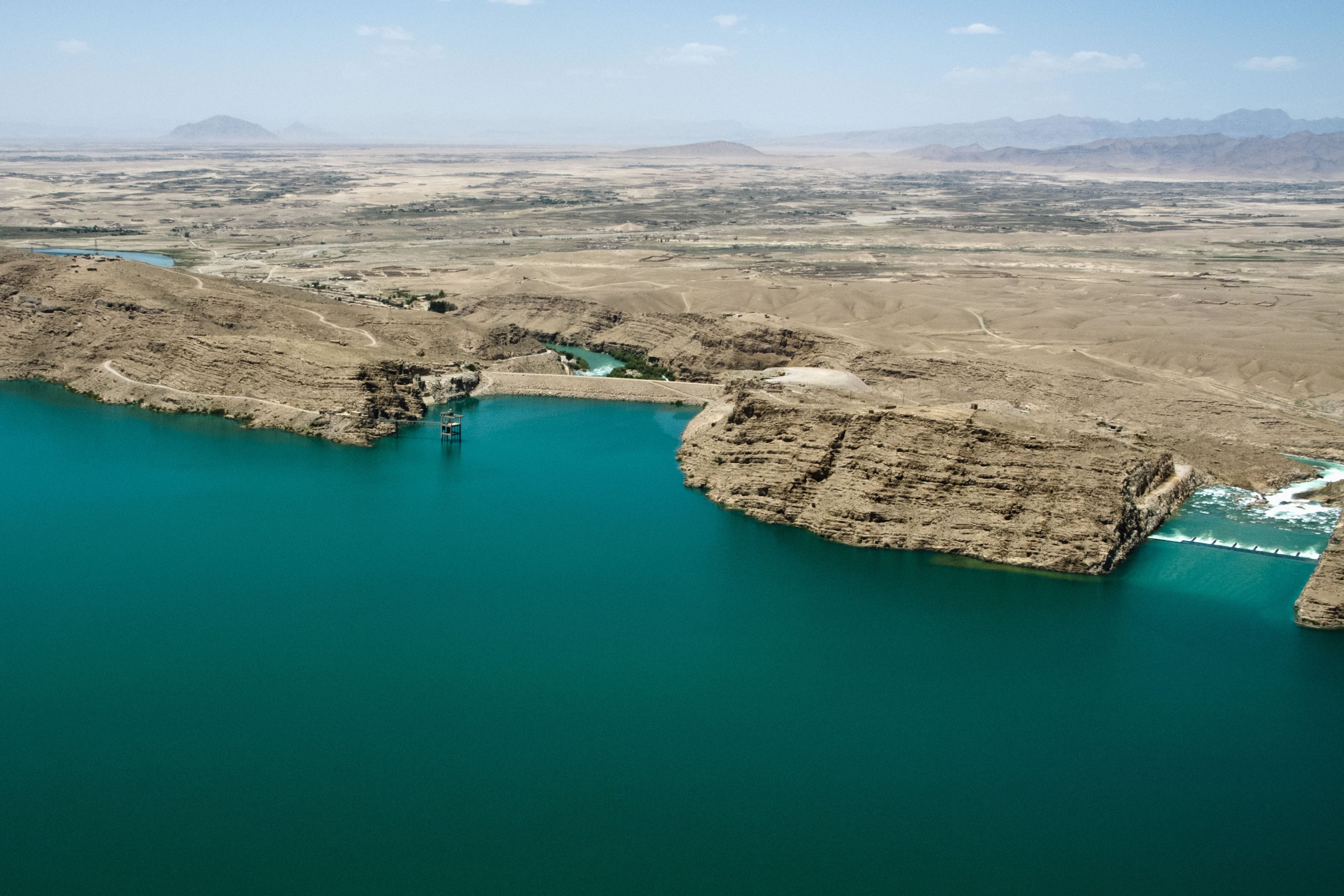
La diga di Kajaki e il suo sfioratore (Provincia di Helmand).
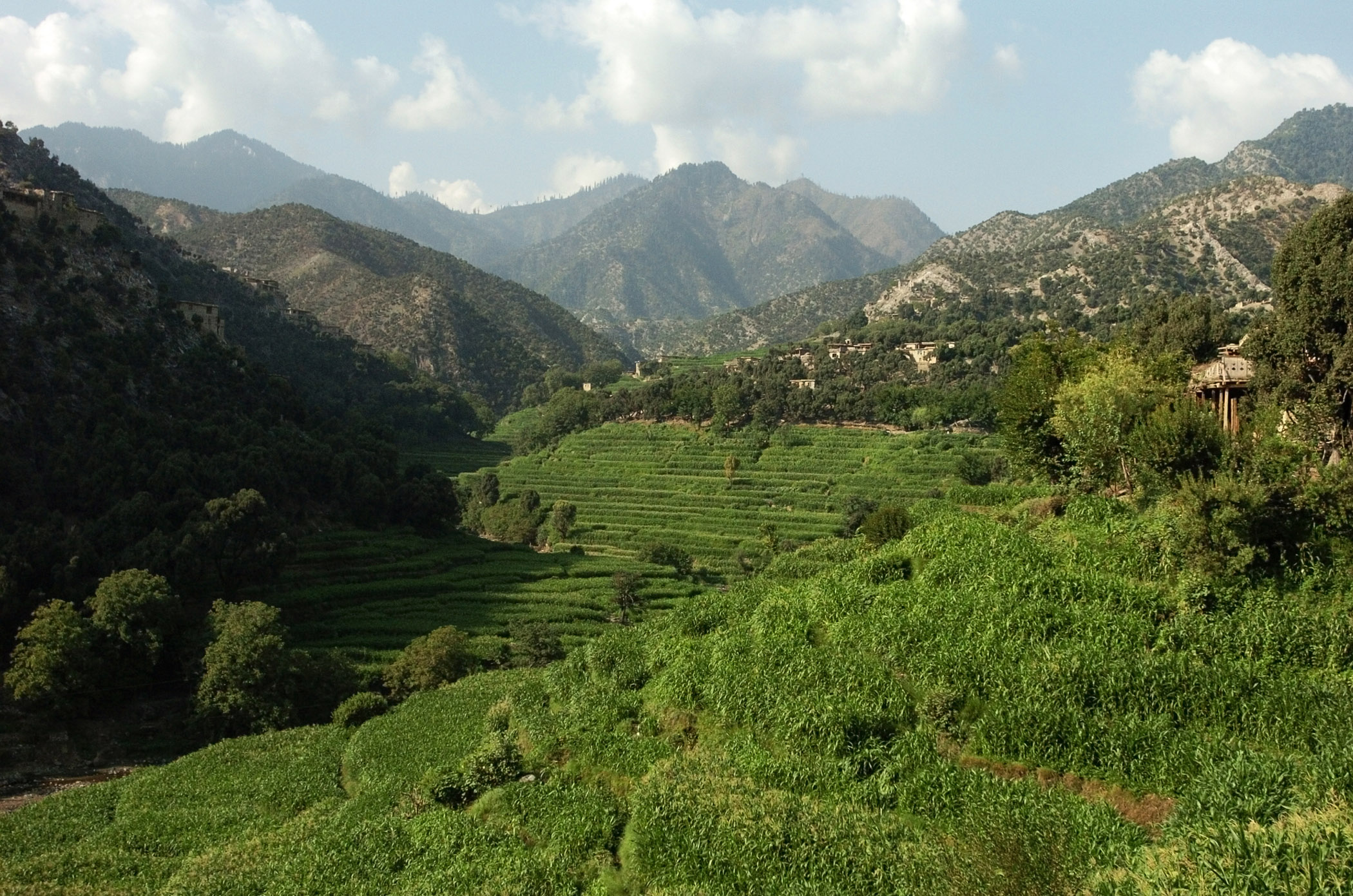
La valle di Korengal (Provincia di Kunar).
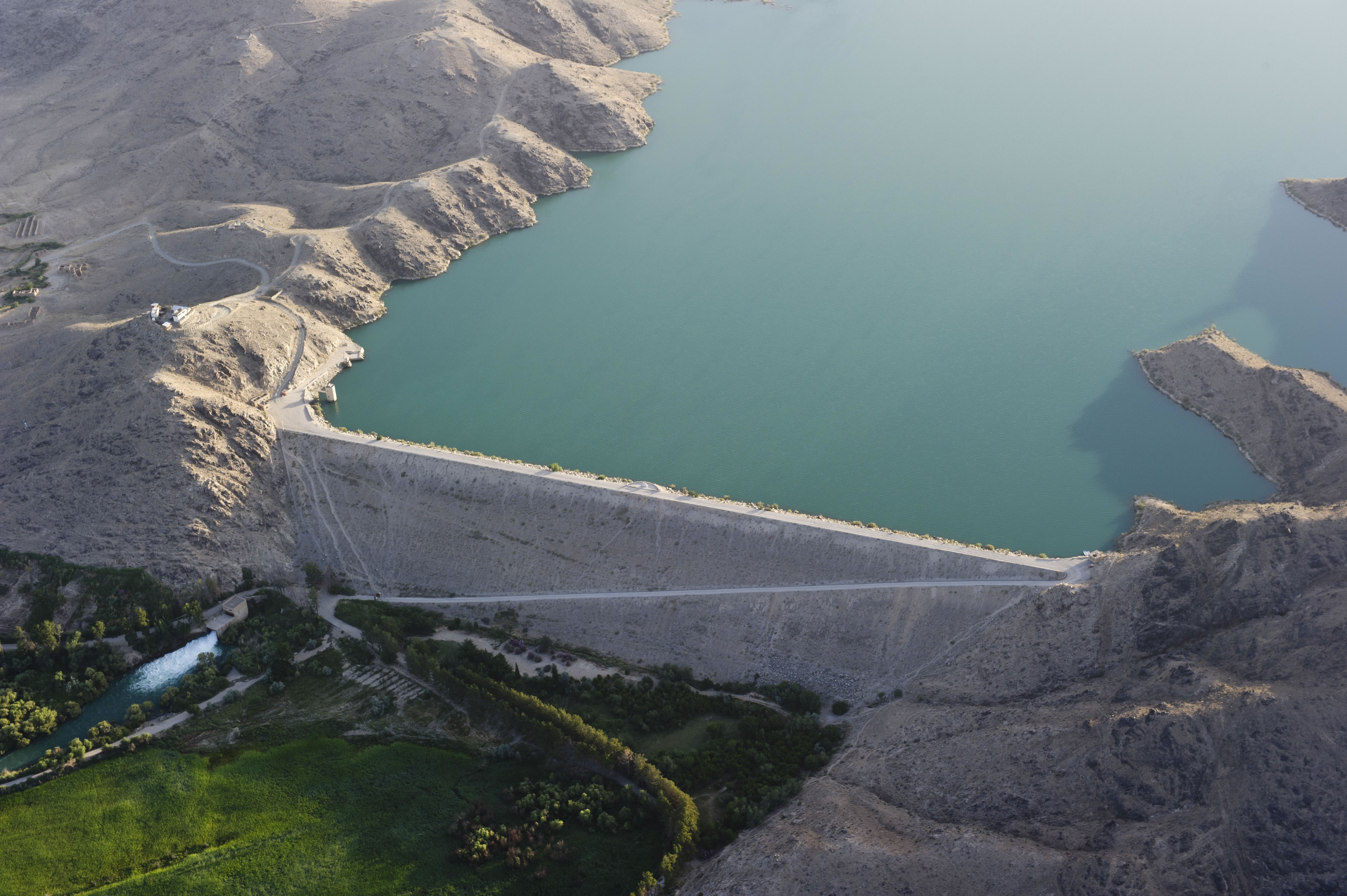
La diga Dahla (Provincia di Kandahar).
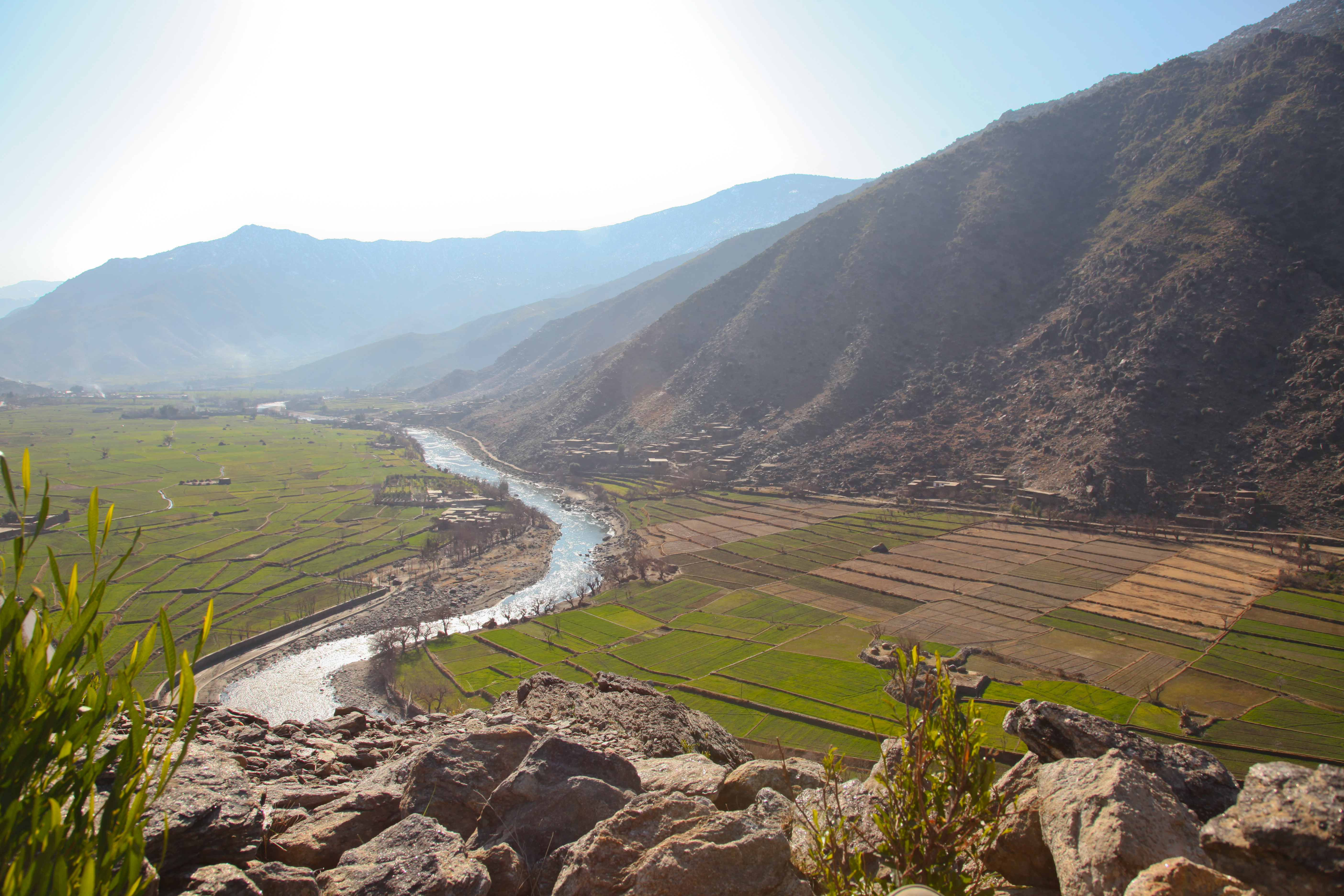
Distretto di Watapur (Provincia di Kunar).
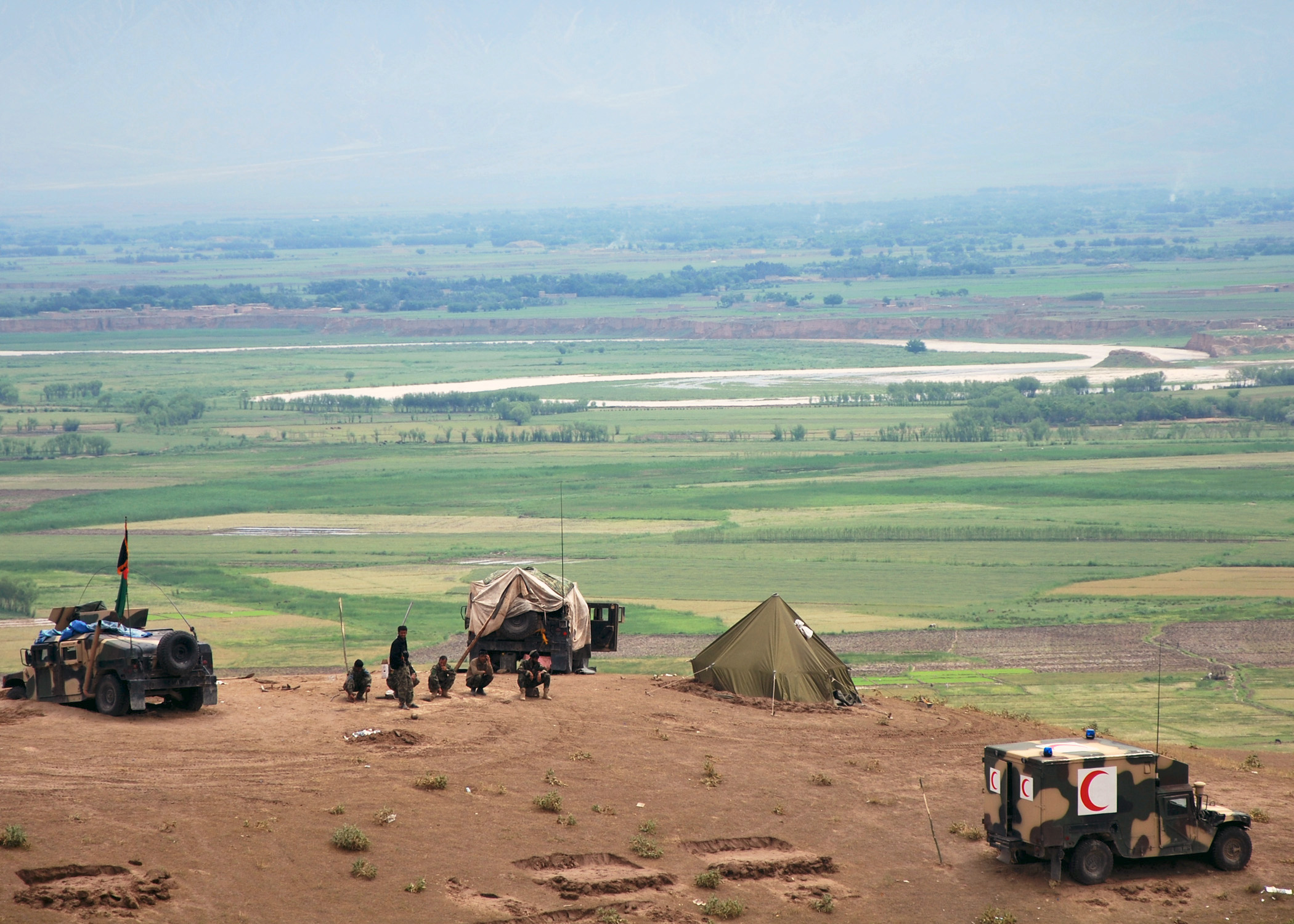
Valle nella Provincia di Baghlan.
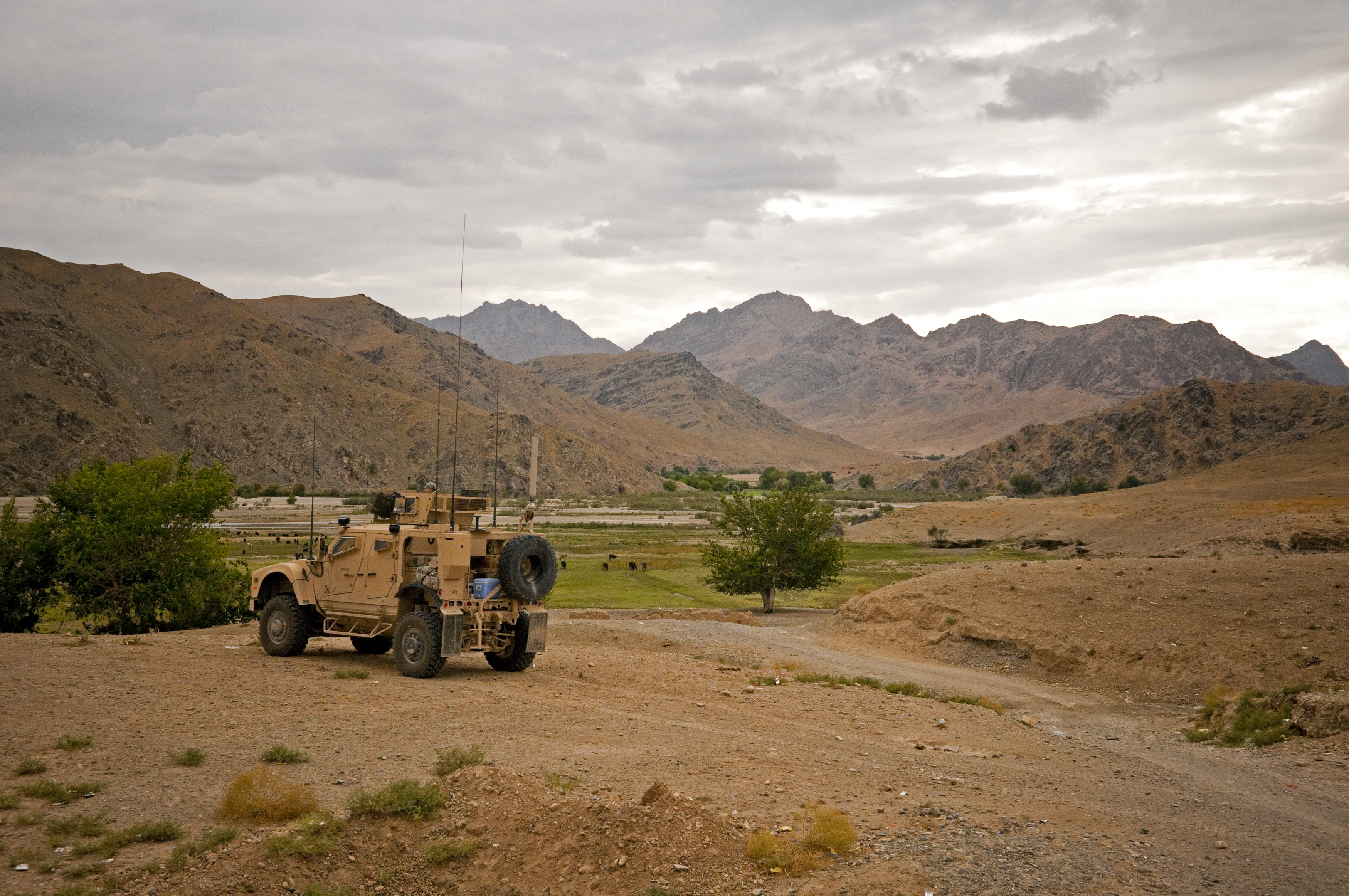
Un veicolo fuoristrada di pattuglia (Provincia di Zabul).
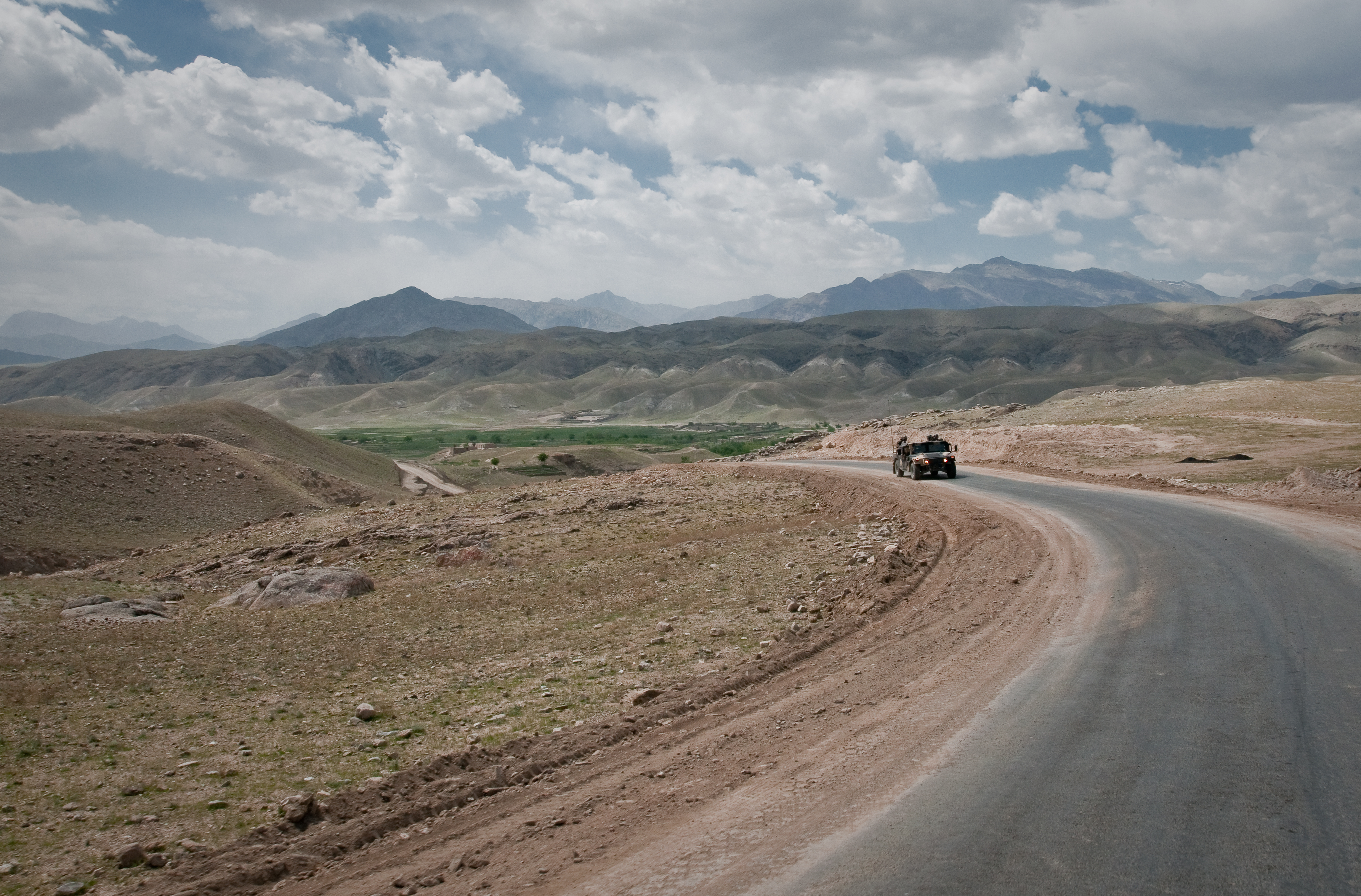
Strada nella Provincia di Kapisa.
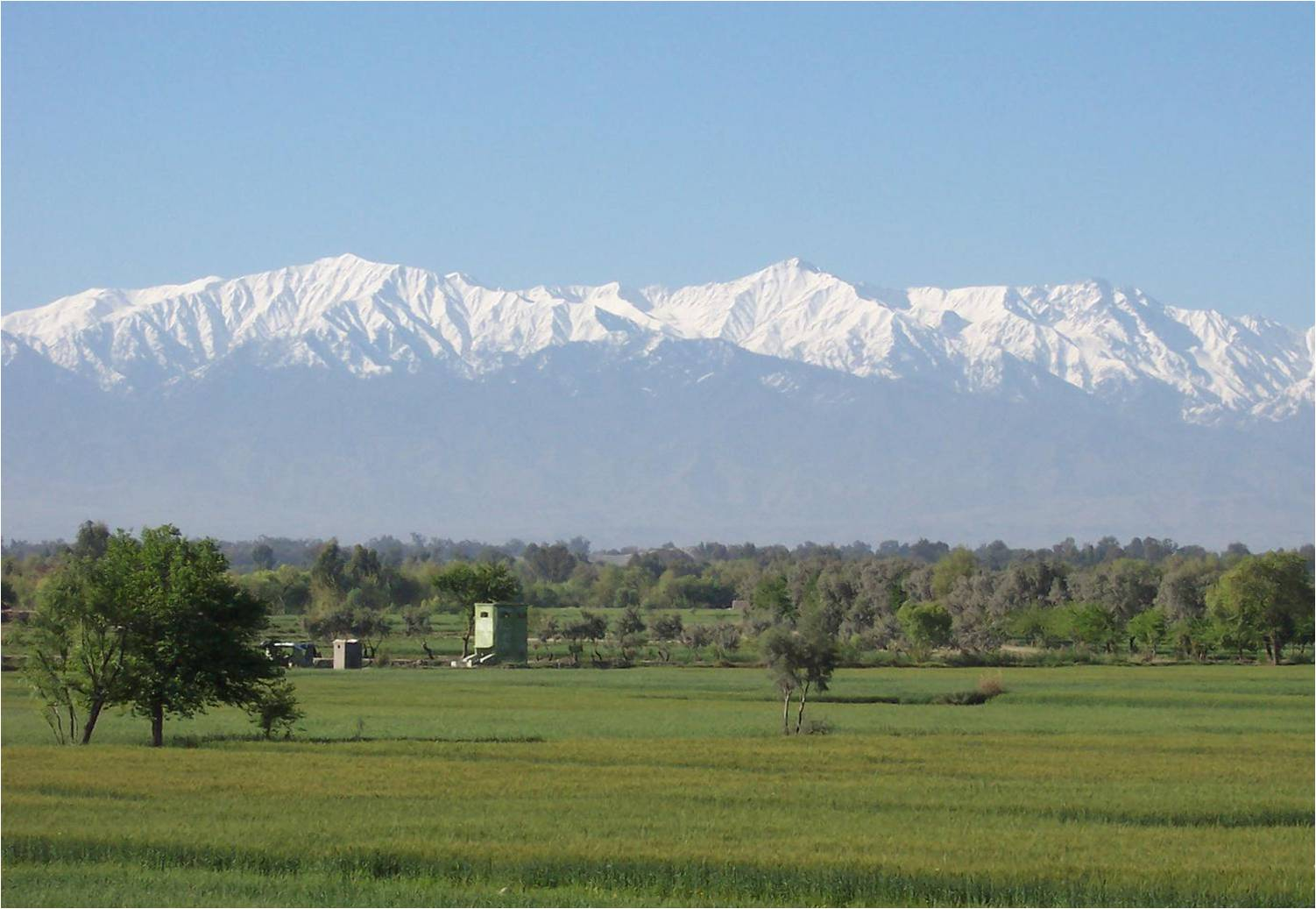
Distretto di Khogyani (Provincia di Nangarhar).
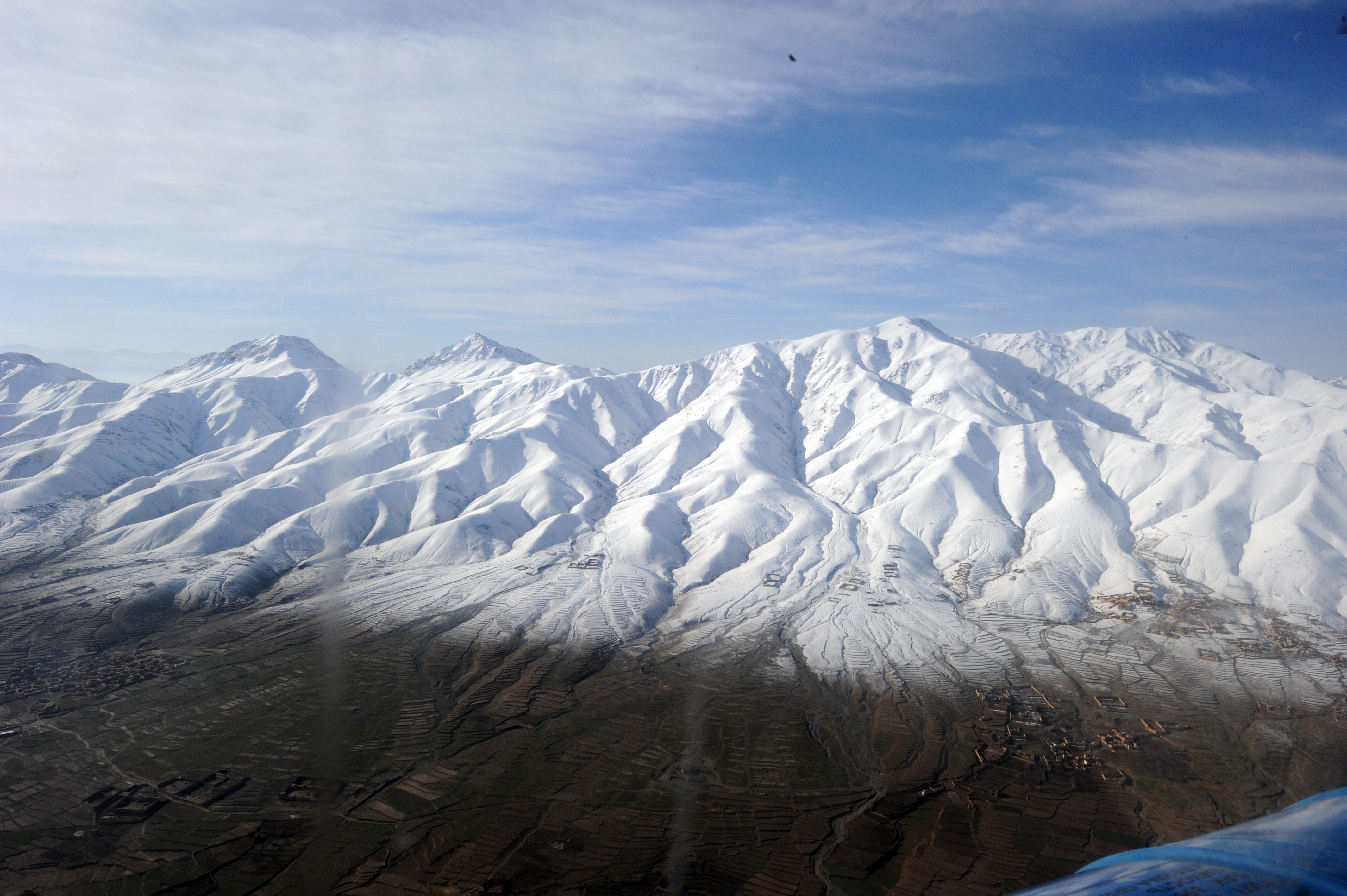
Provincia di Ghazni (Afghanistan orientale).
Neve nella Provincia di Zabul.
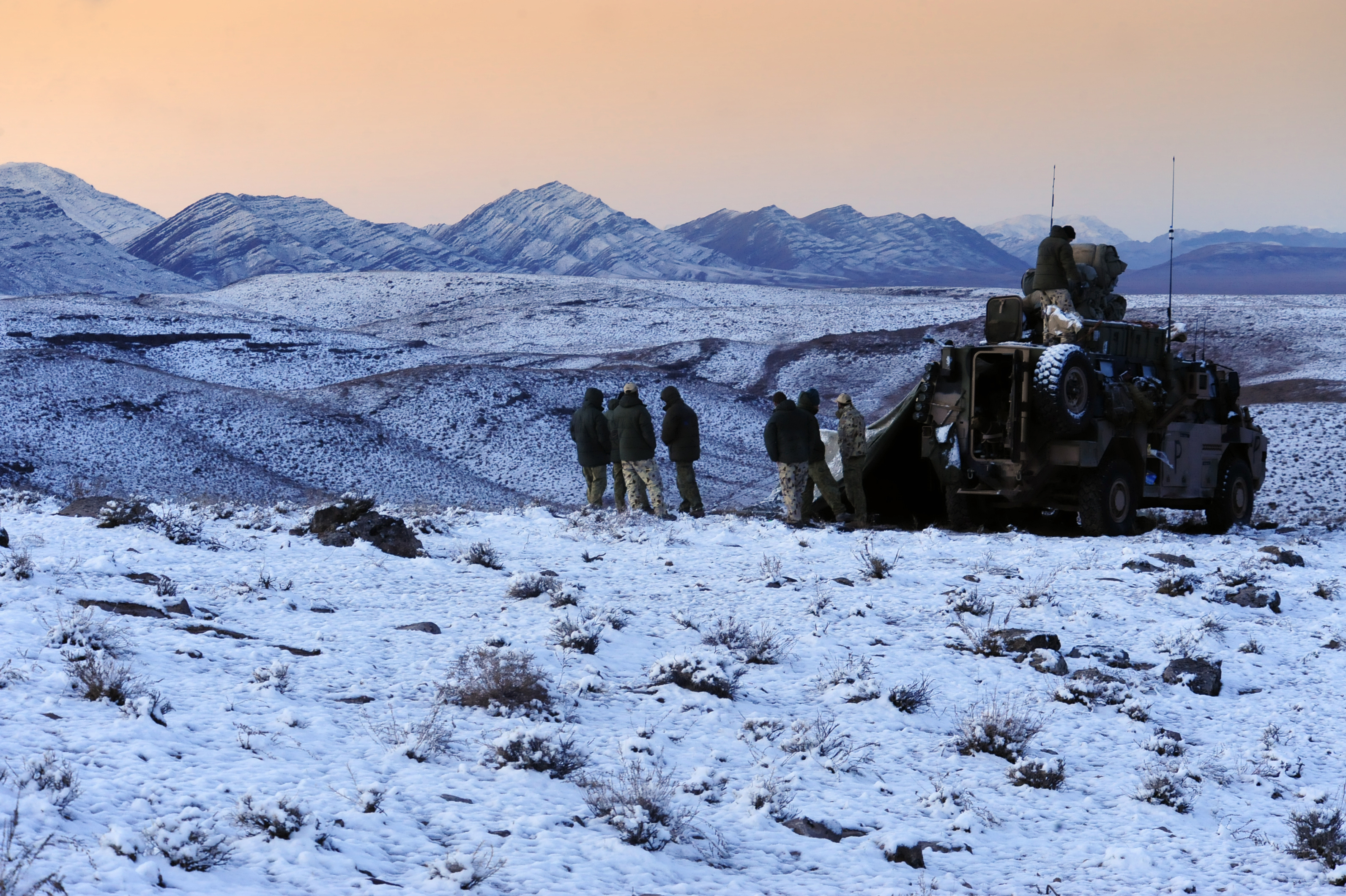
Inverno nella Provincia di Uruzgan.
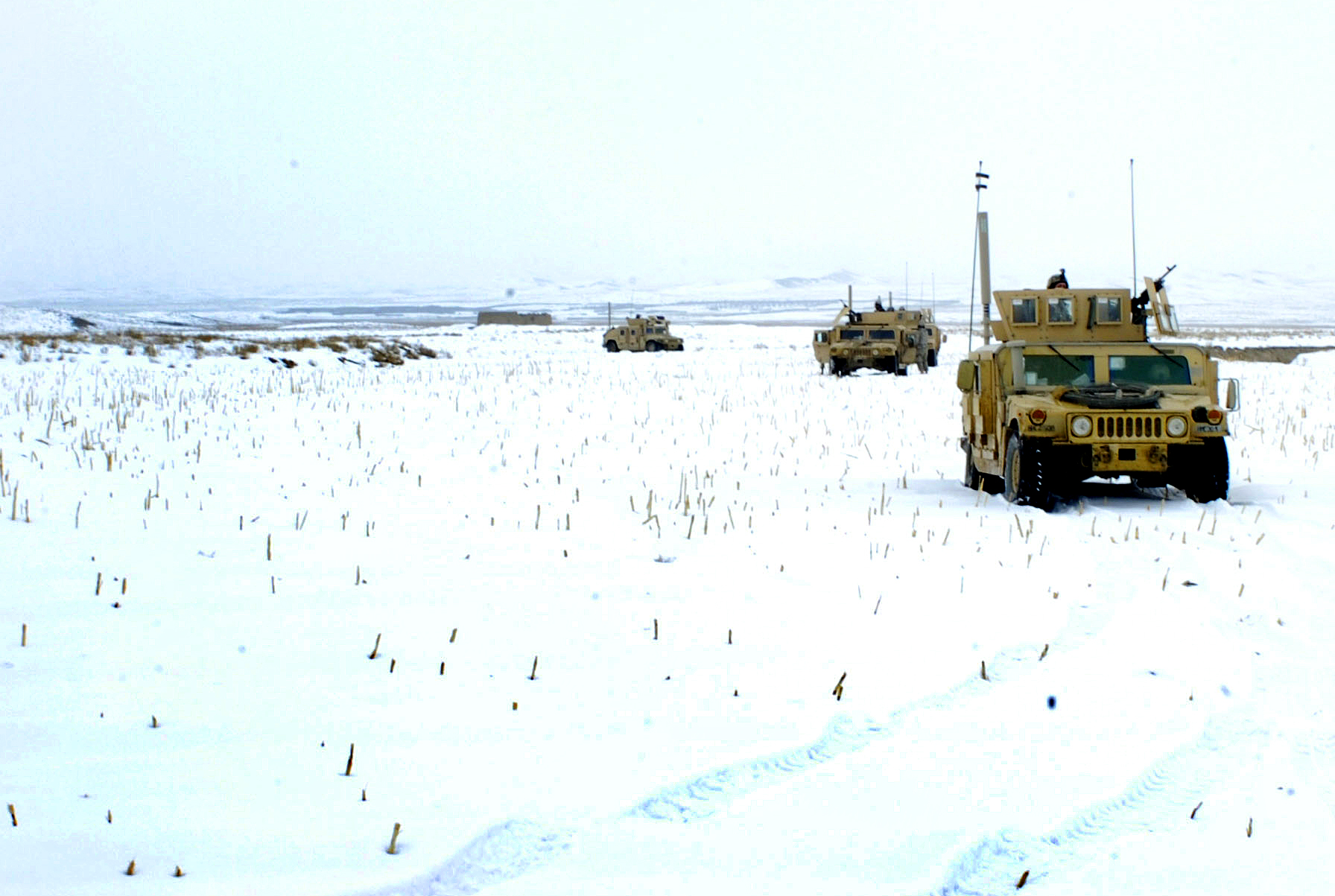
Distretto di Nawa (Provincia di Ghazni) in inverno.
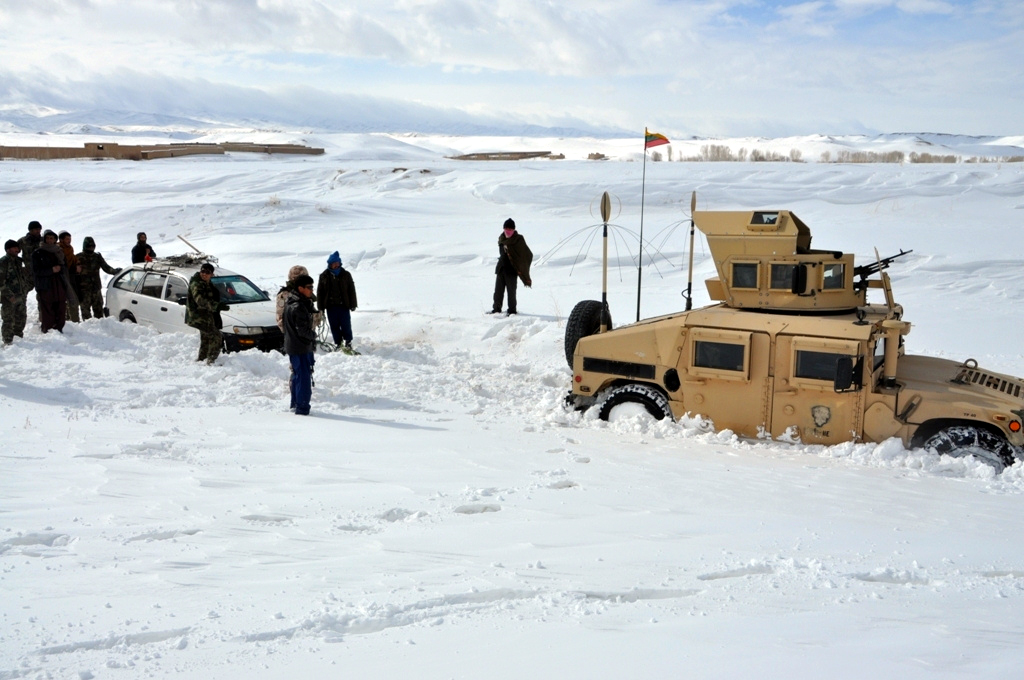
Provincia di Ghor in inverno.
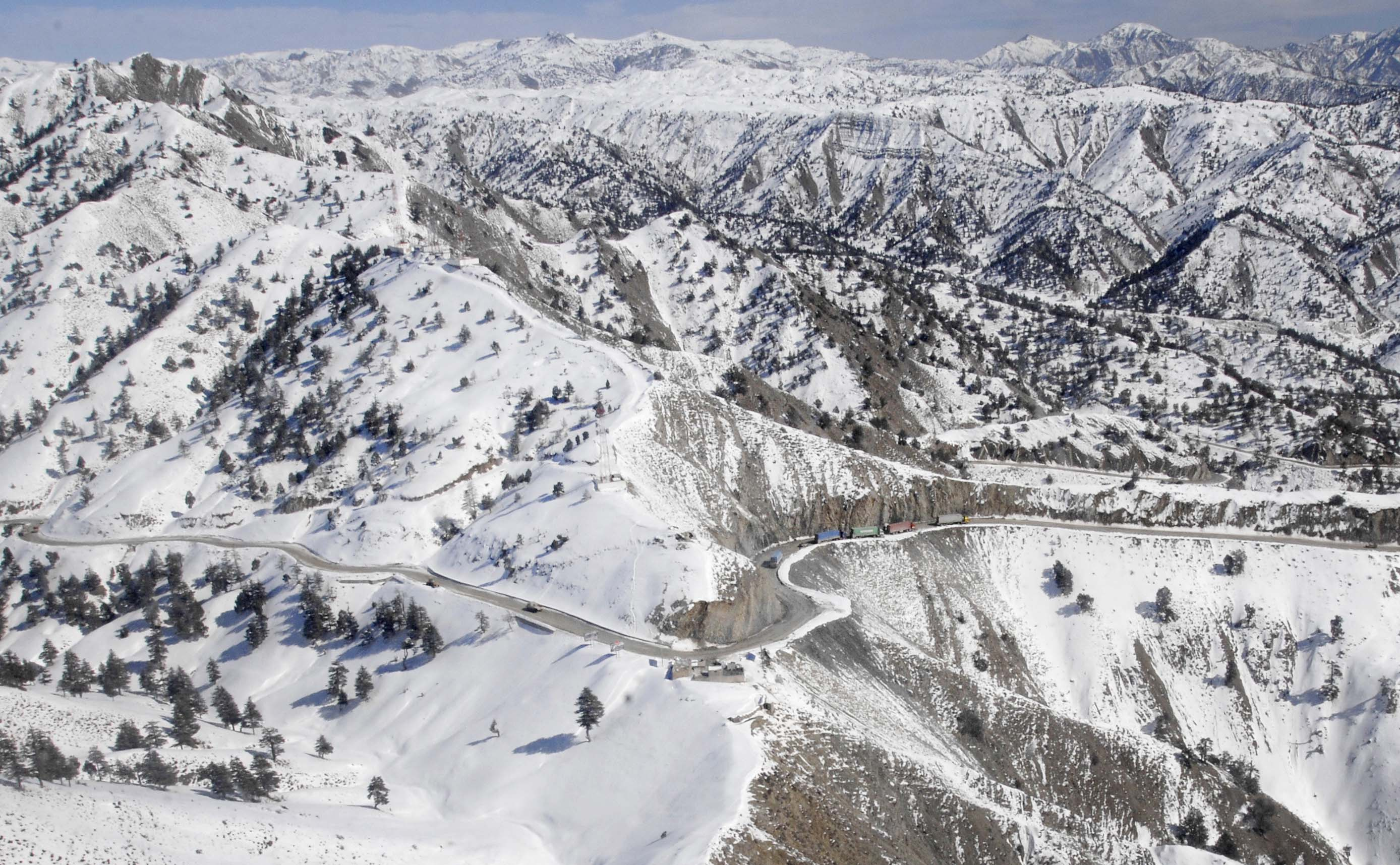
Il passo Khost-Gardez (o passo K-G; Afghanistan orientale).
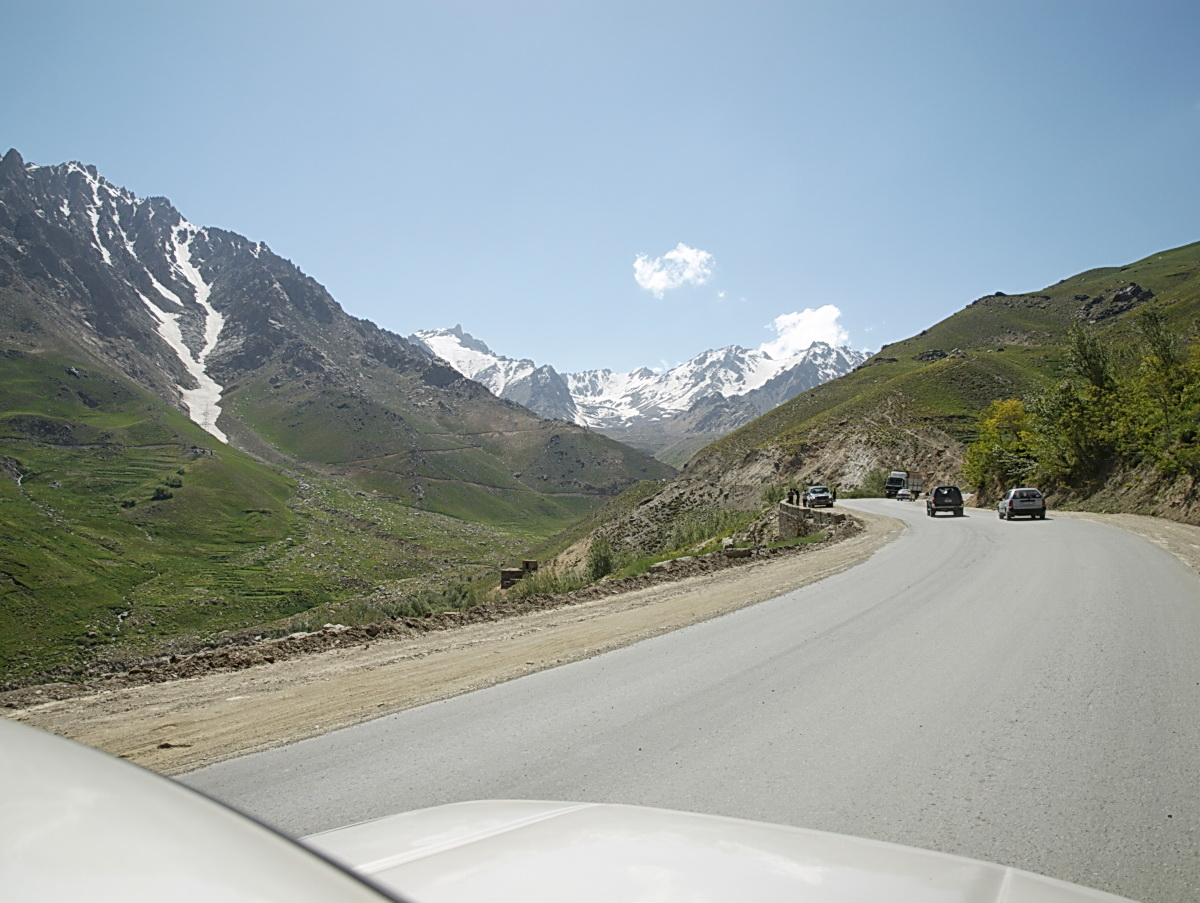
Verso il tunnel di Salang (Provincia di Parwan).
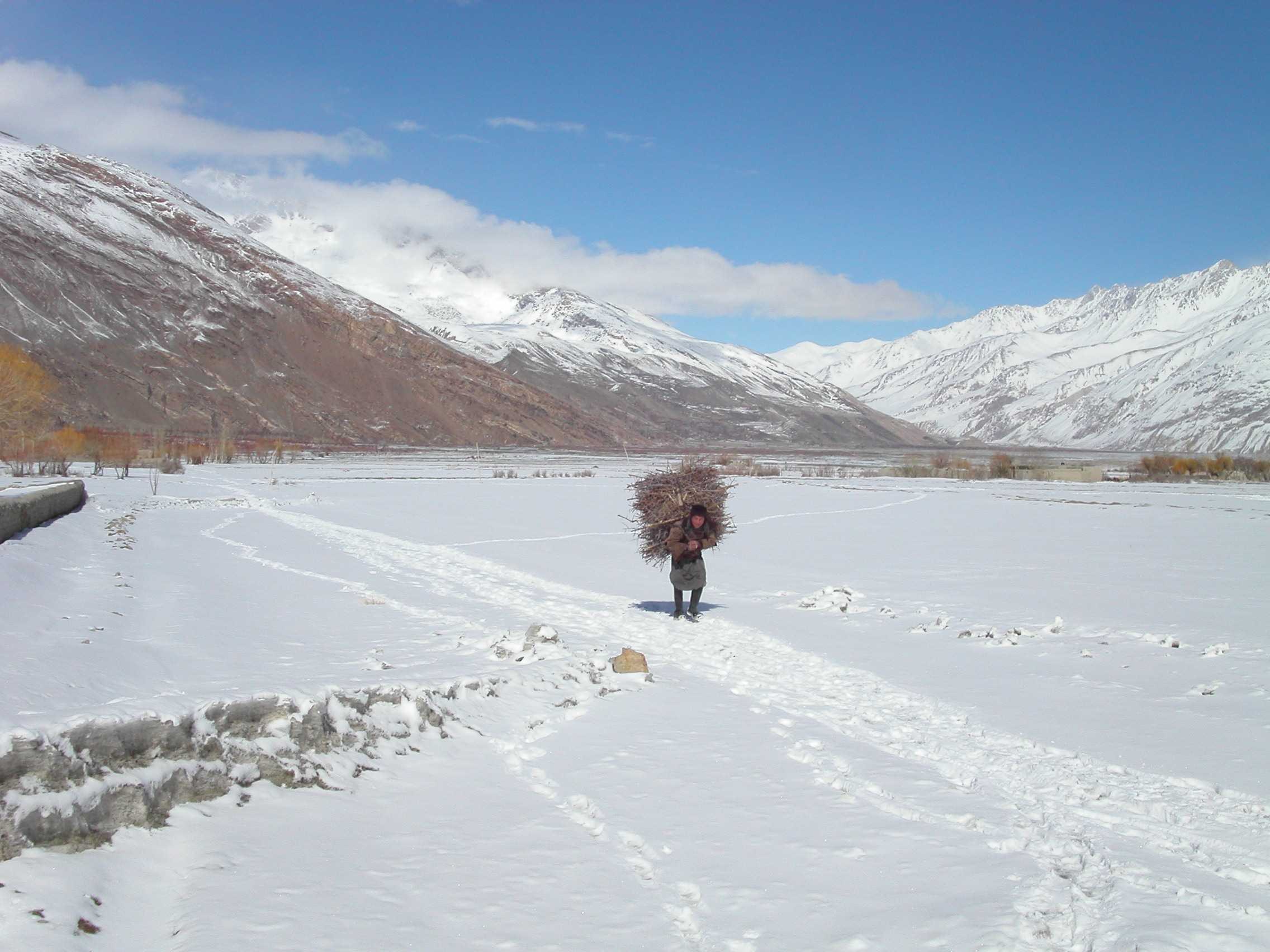
Distretto di Wakhan (Provincia di Badakhshan).
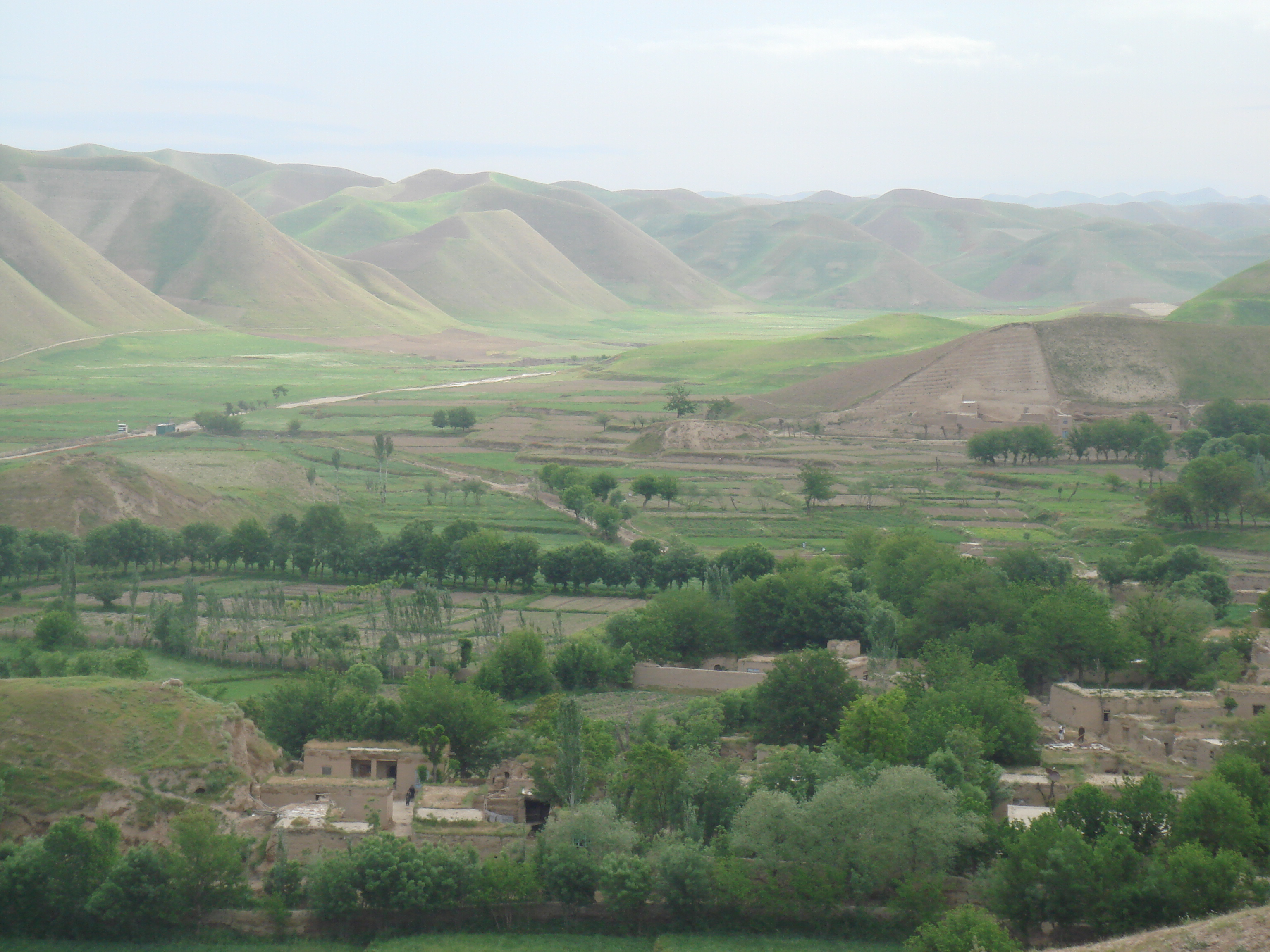
Provincia di Badghis (Afghanistan nord-occidentale).
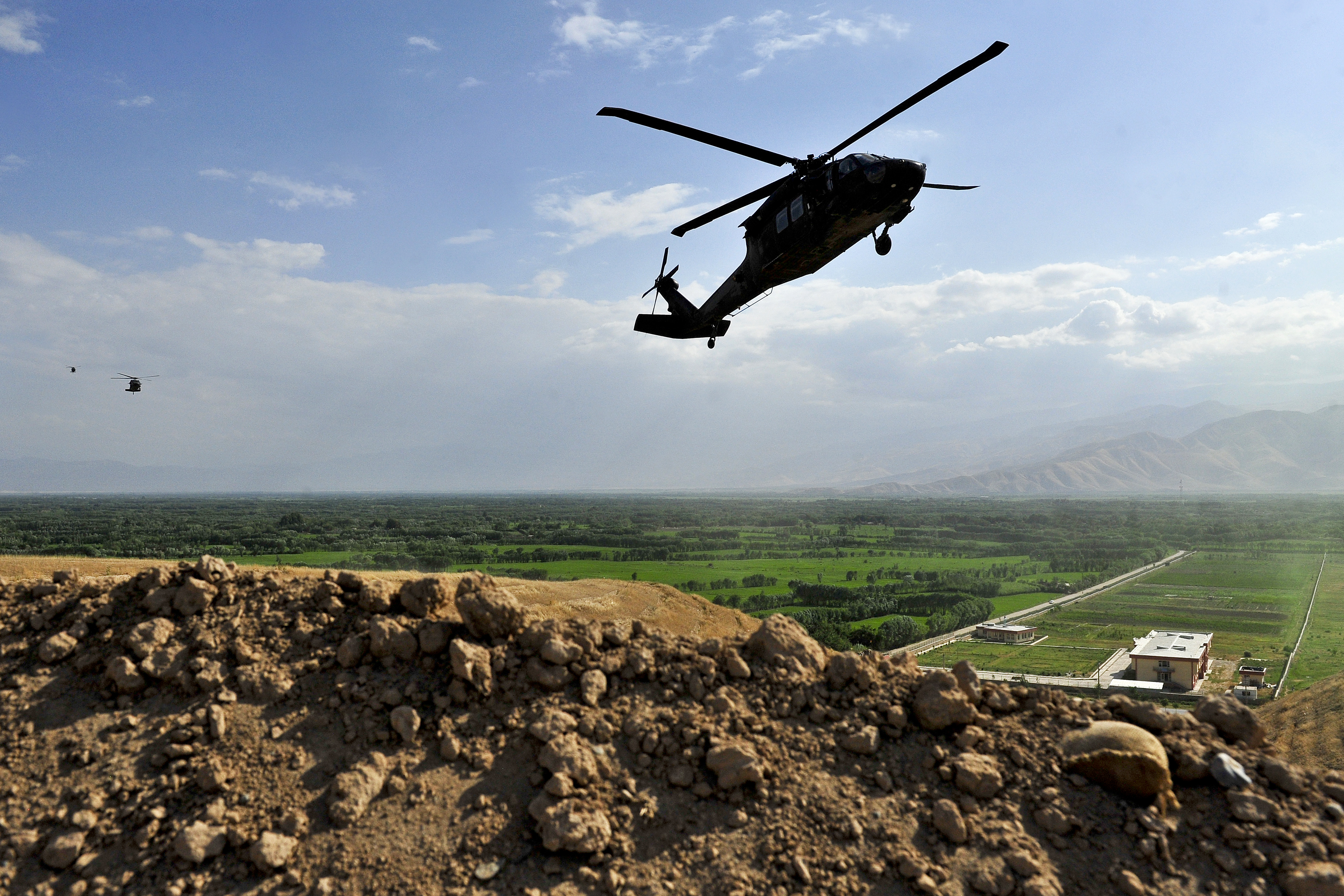
Valle nella Provincia di Samangan (Afghanistan settentrionale).
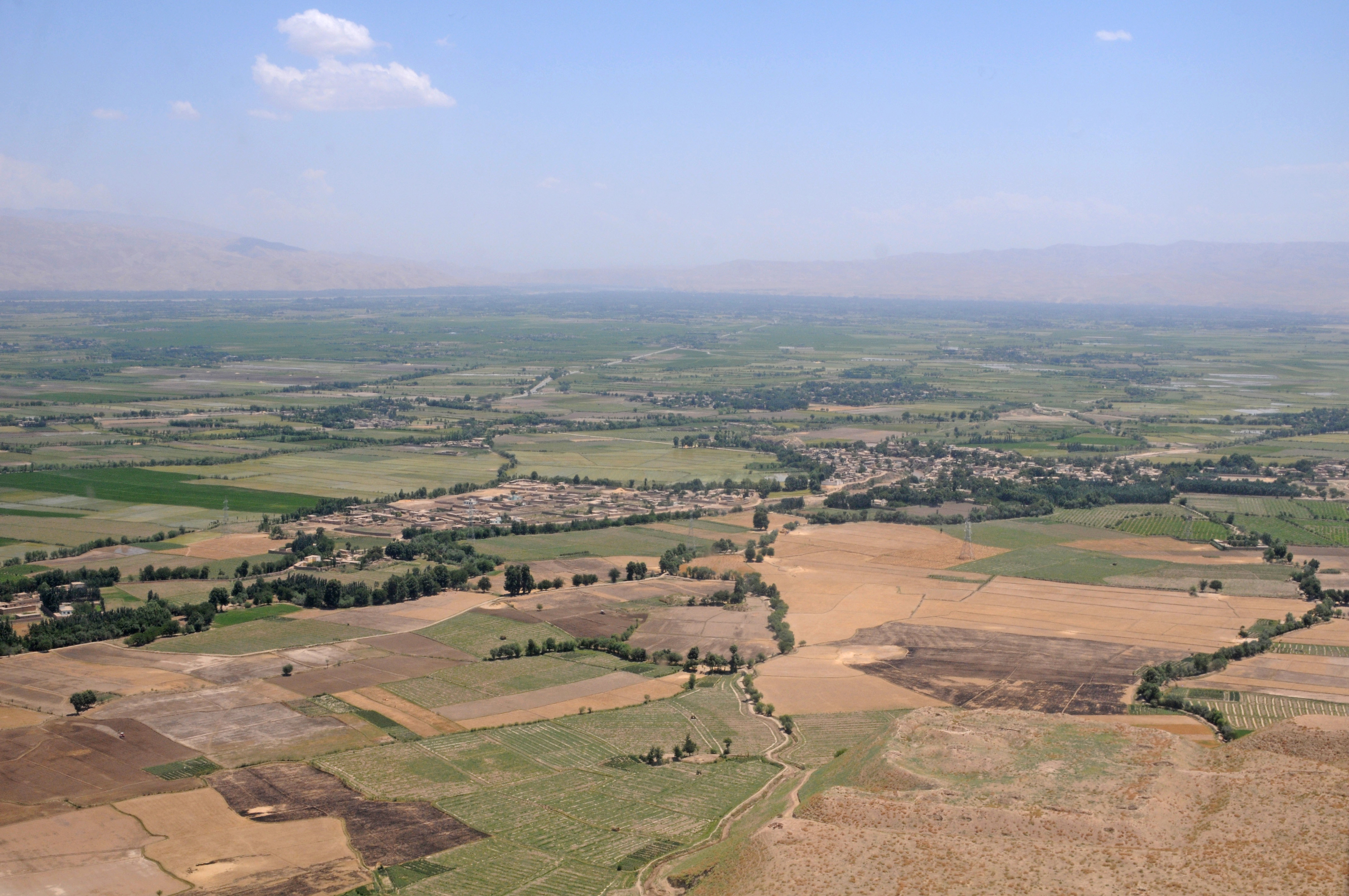
Veduta aerea dal finestrino di un elicottero Blackhawk tra Mazar-i-Sharif e Kunduz (Afghanistan settentrionale).
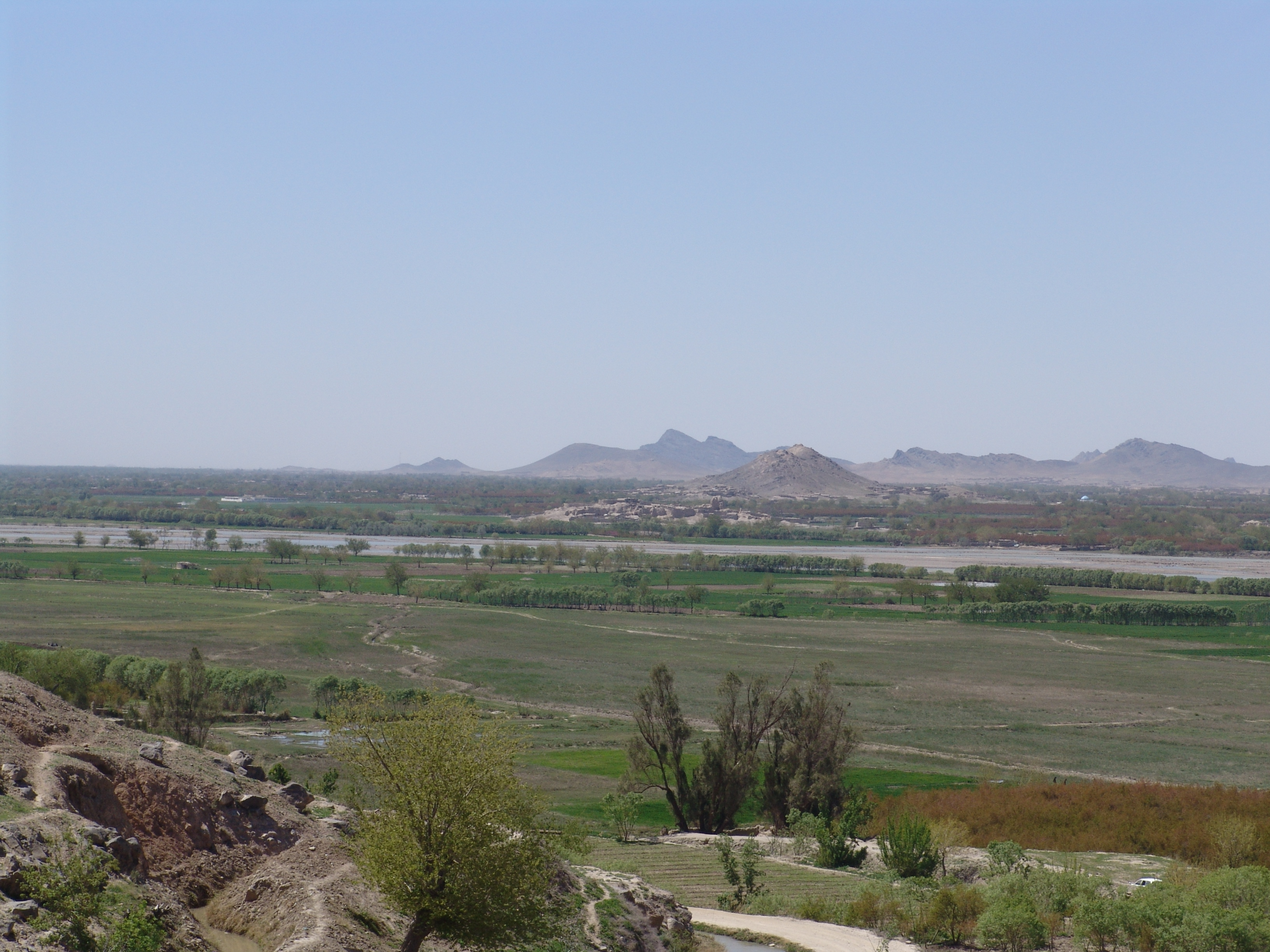
Distretto di Arghandab (Provincia di Kandahar).
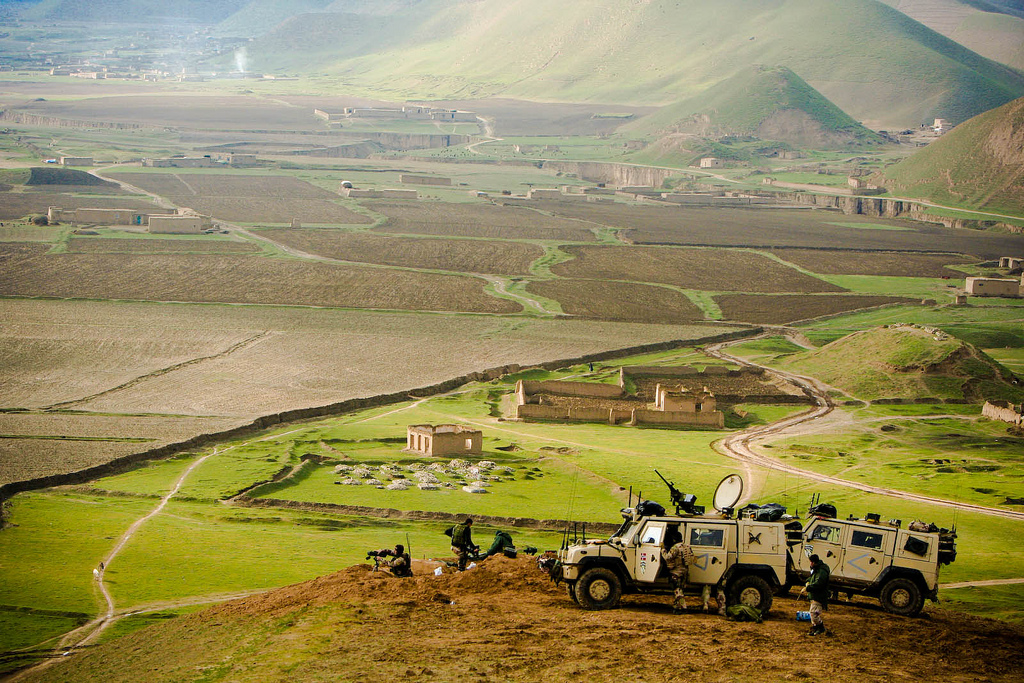
Provincia di Faryab (Afghanistan settentrionale).
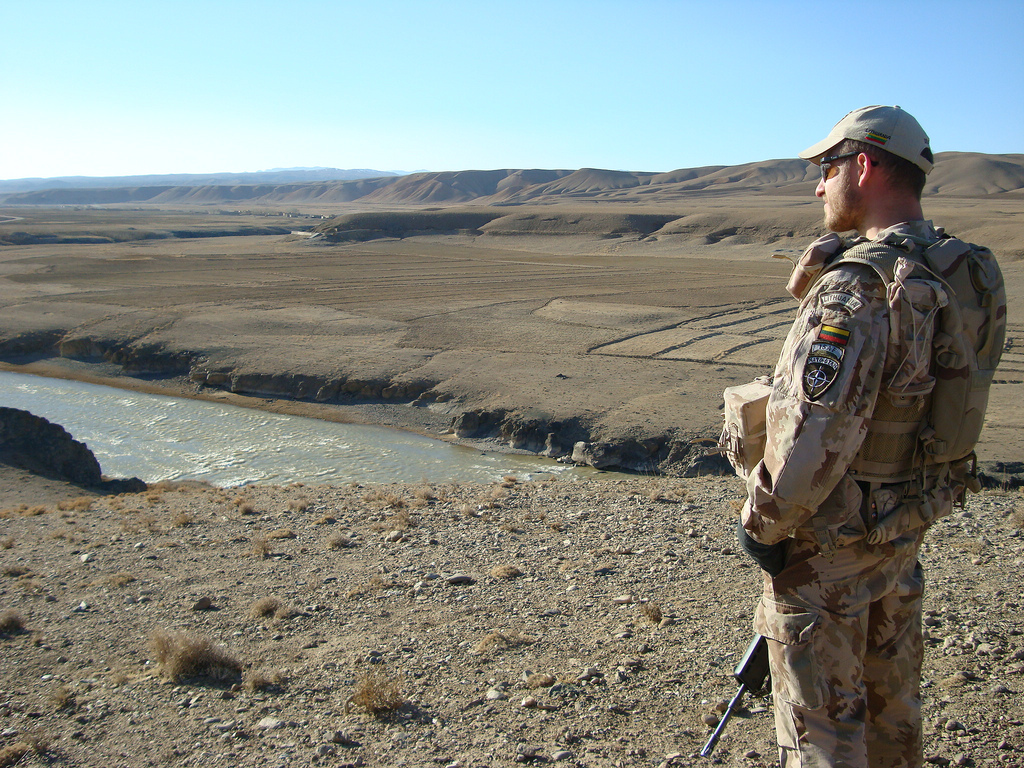
Il fiume Harirud (Provincia di Ghor).
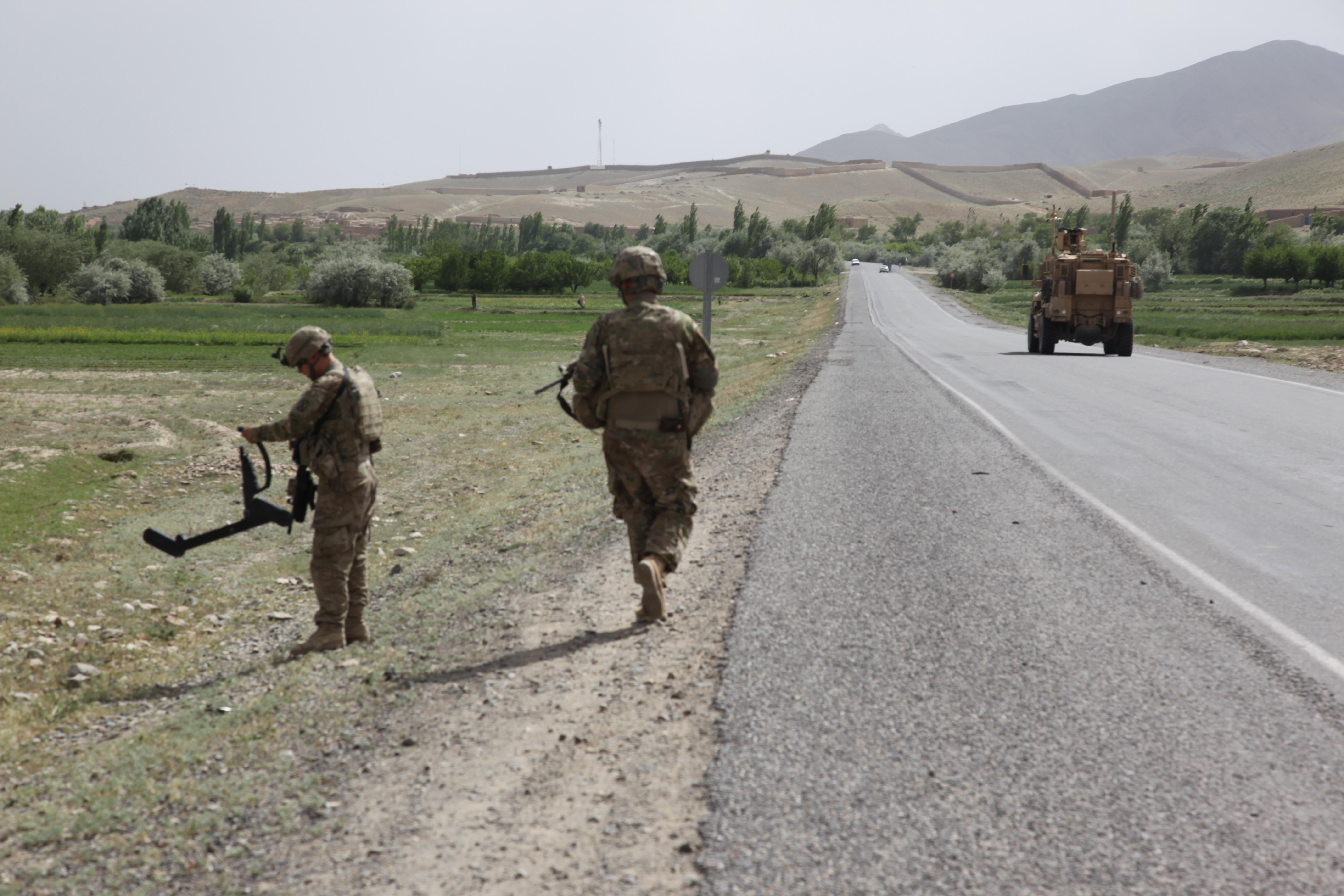
Distretto di Saydabad (Provincia di Wardak).
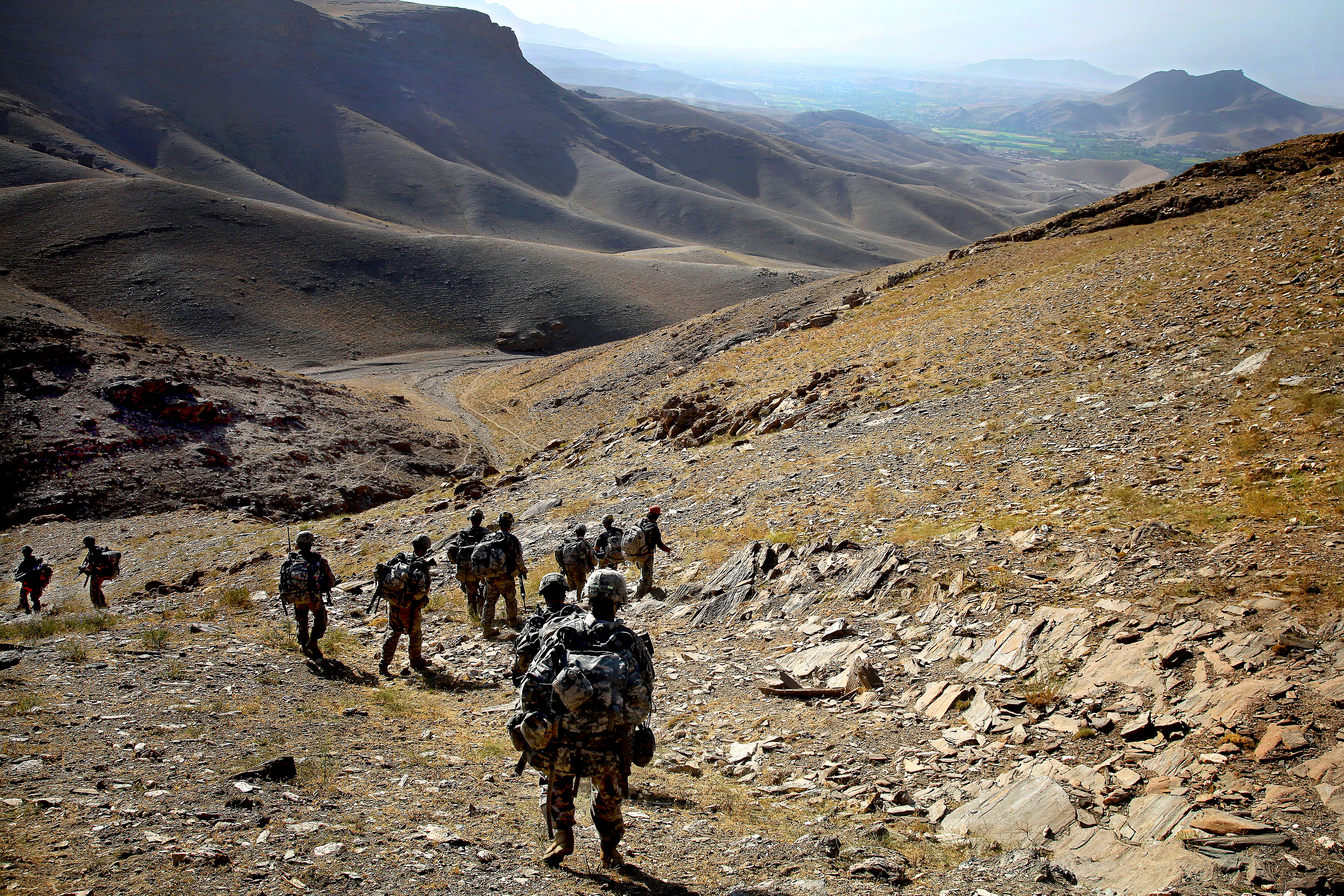
La valle di Tangi (Provincia di Wardak).
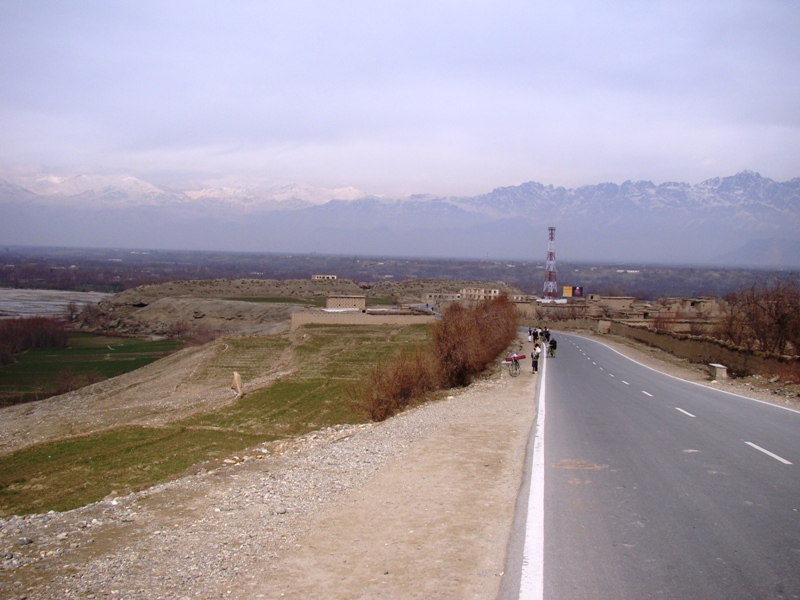
Strada nella Provincia di Parwan, a nord-est dell'aeroporto di Bagram.
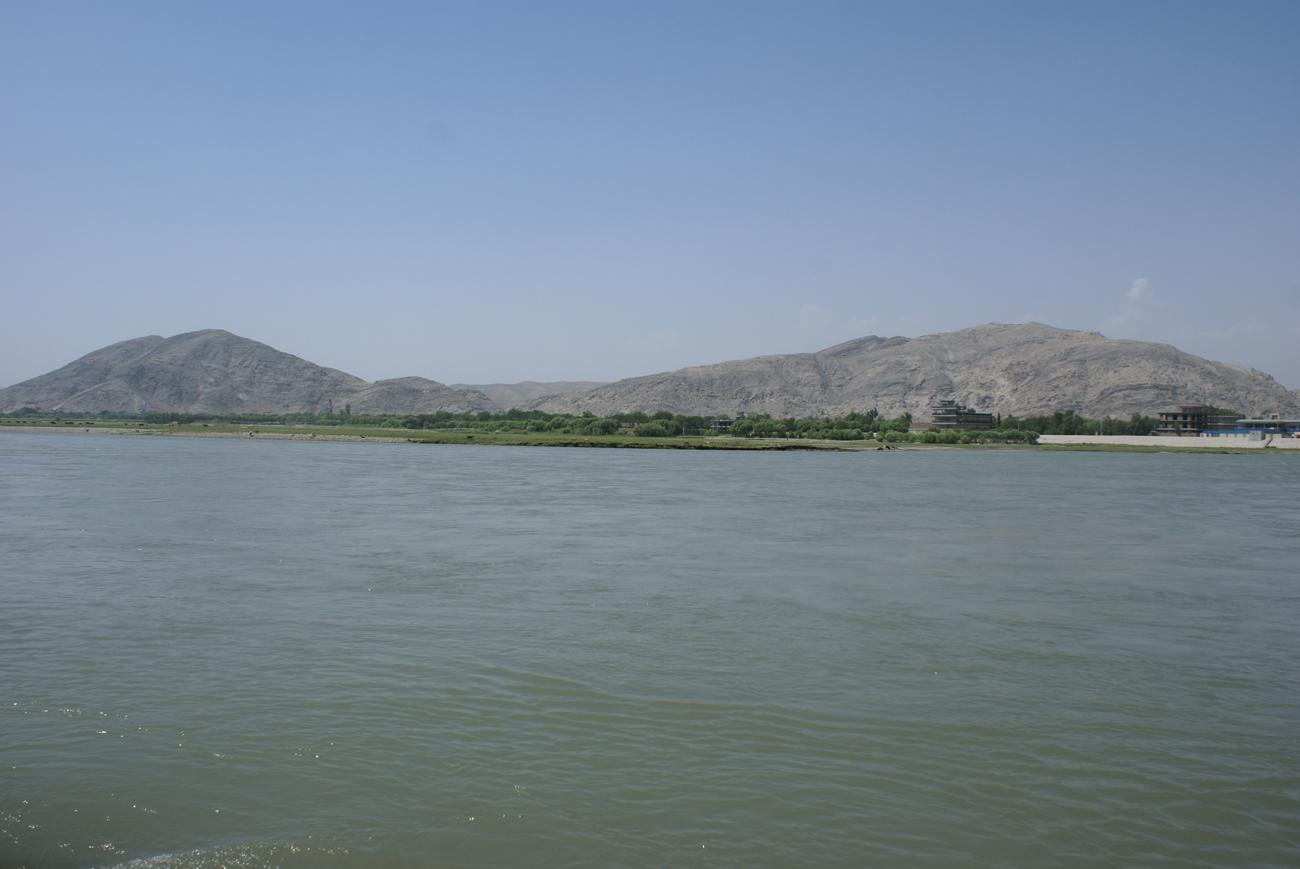
Il fiume Kabul nei pressi del ponte di Behsud (Jalalabad).
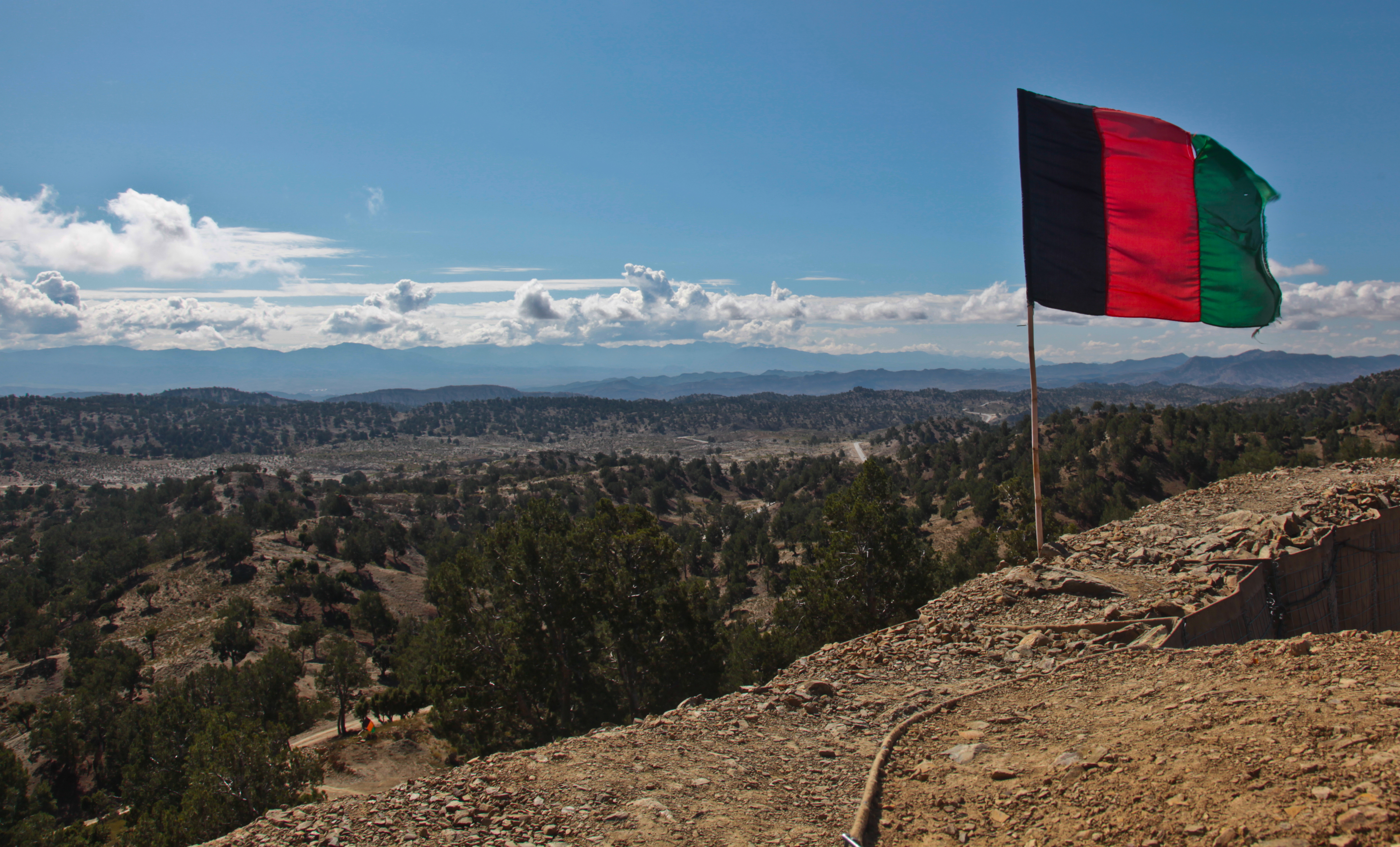
Provincia di Paktika.
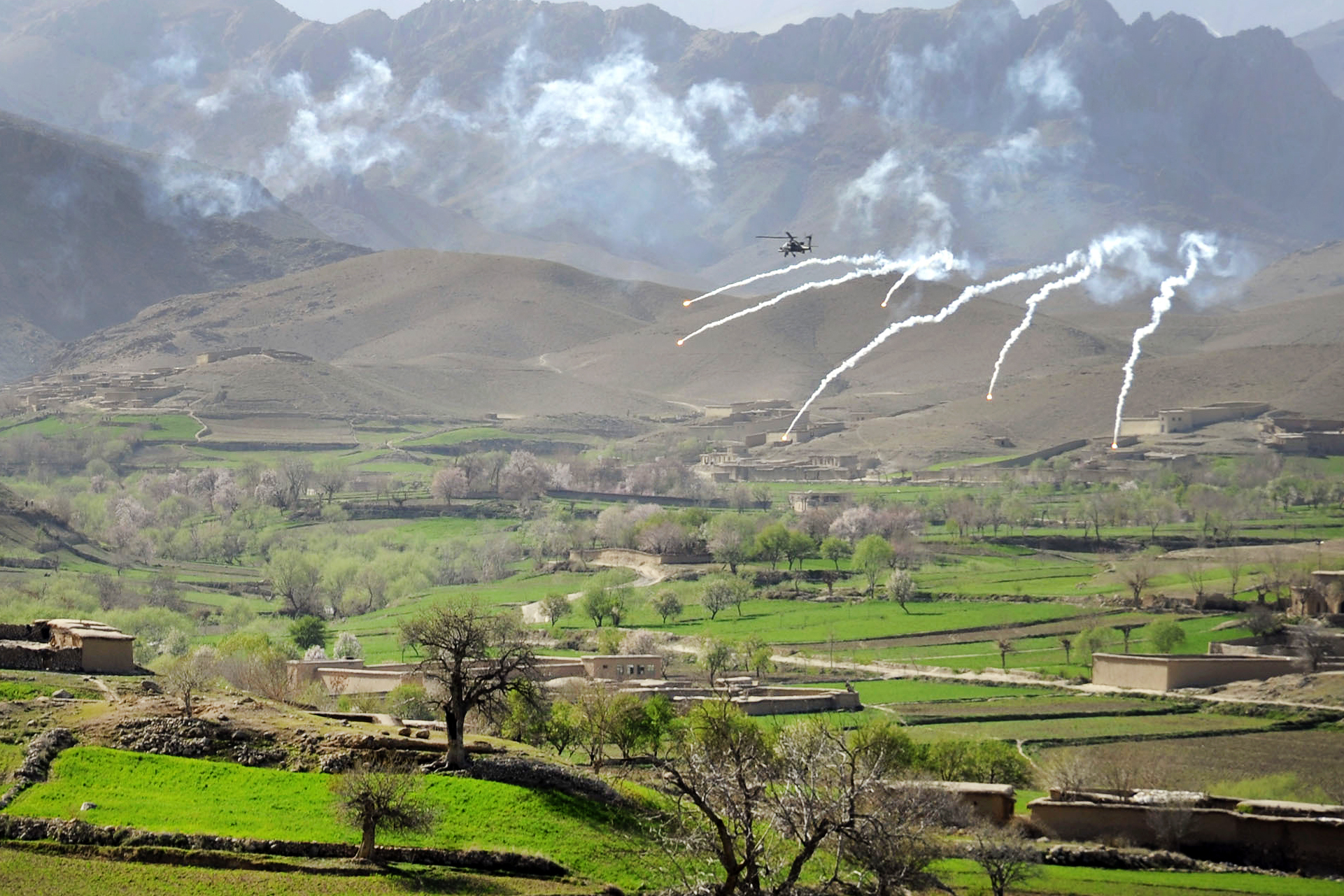
Un elicottero AH-64 Apache spara razzi su una valle della Provincia di Daykundi.
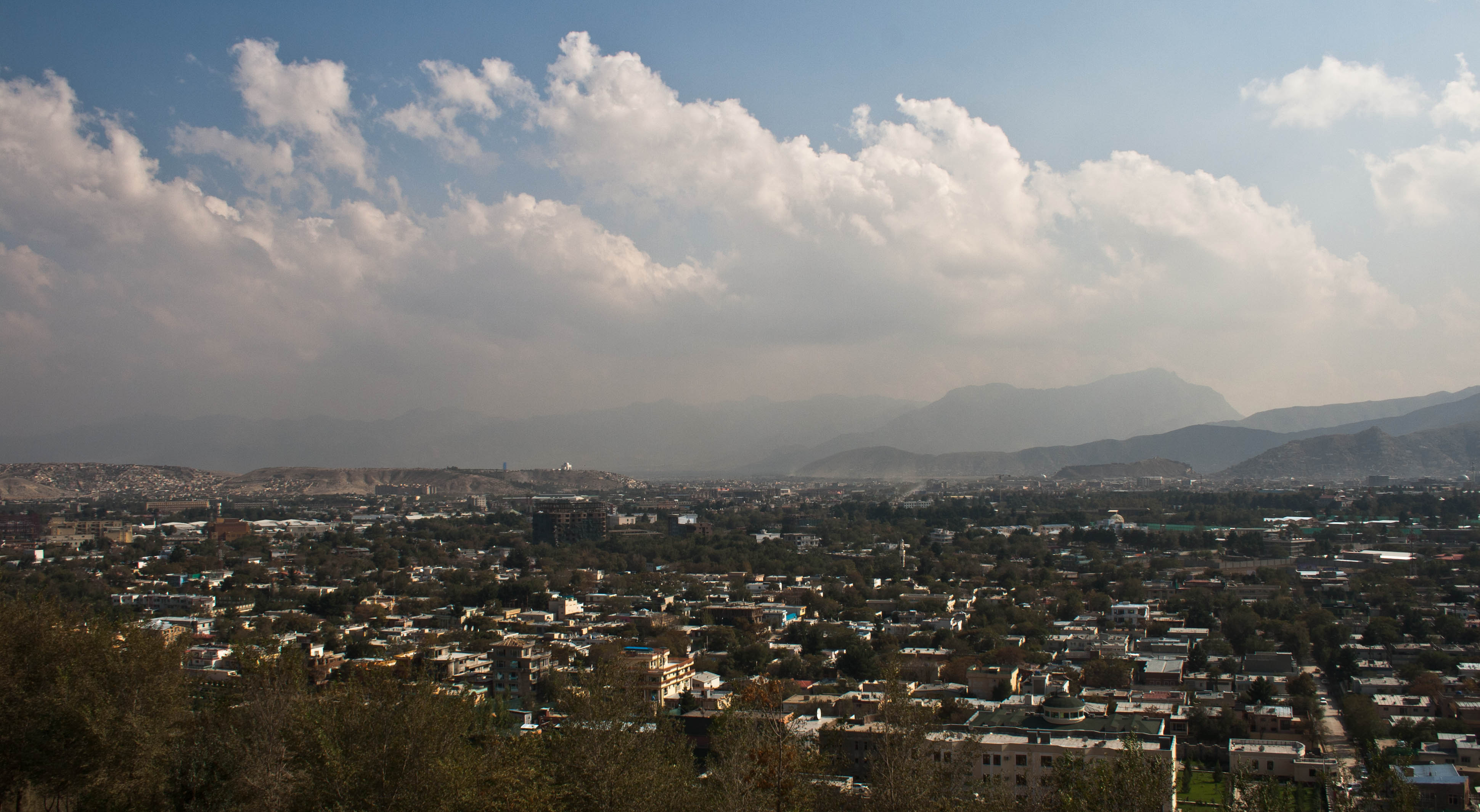
Kabul, la capitale afghana.
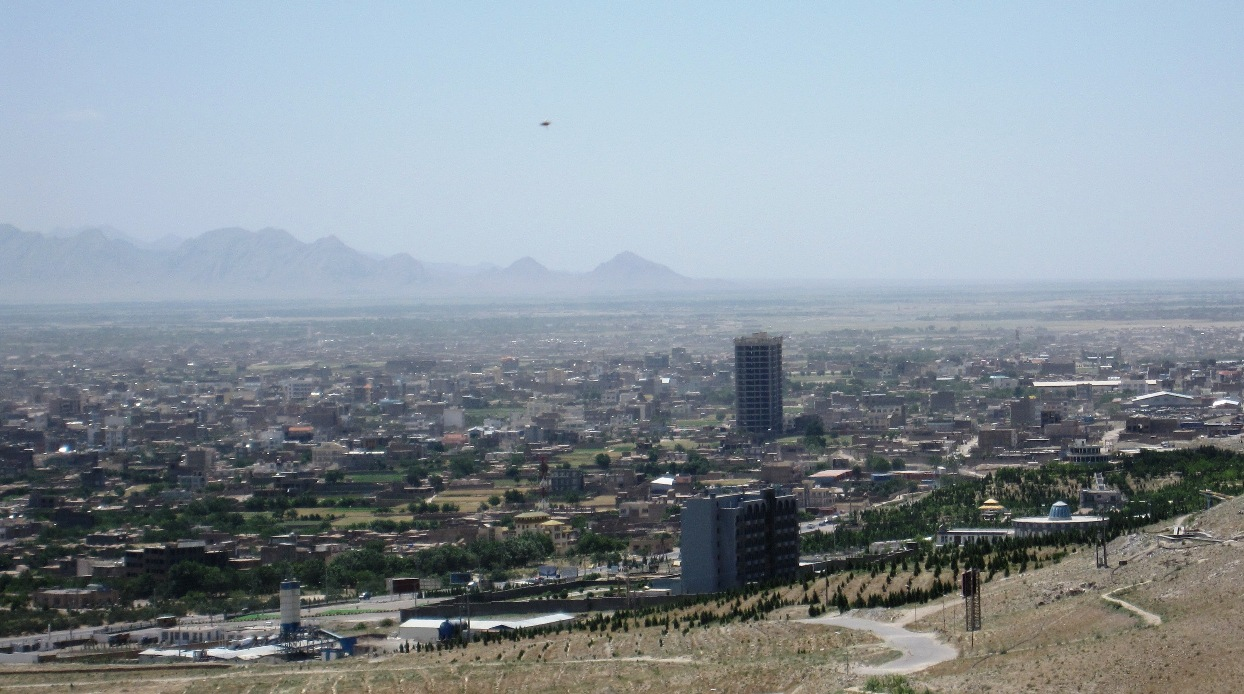
La città di Herat (Provincia di Herat).
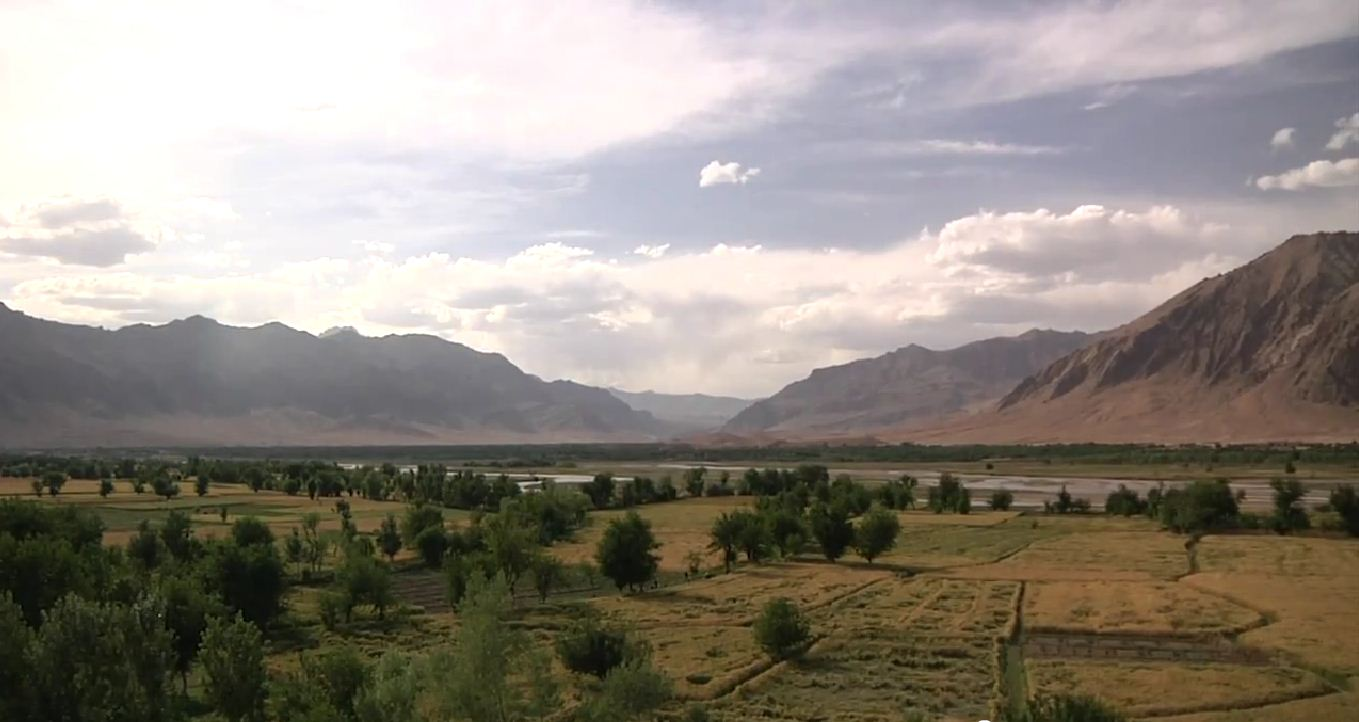
Valle nel distretto di Gizab (Provincia di Urozgan).
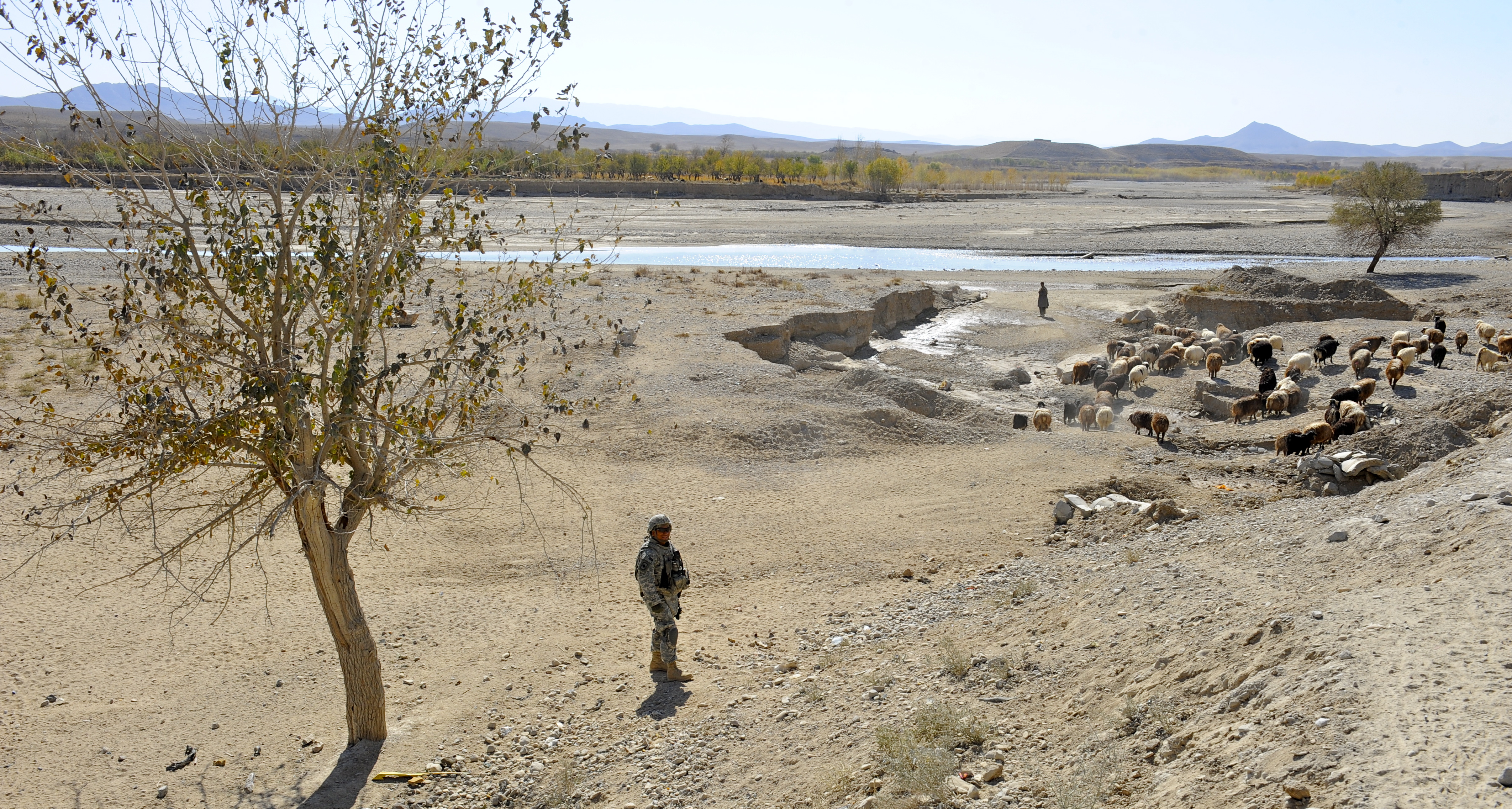
Panorama della Provincia di Zabul.
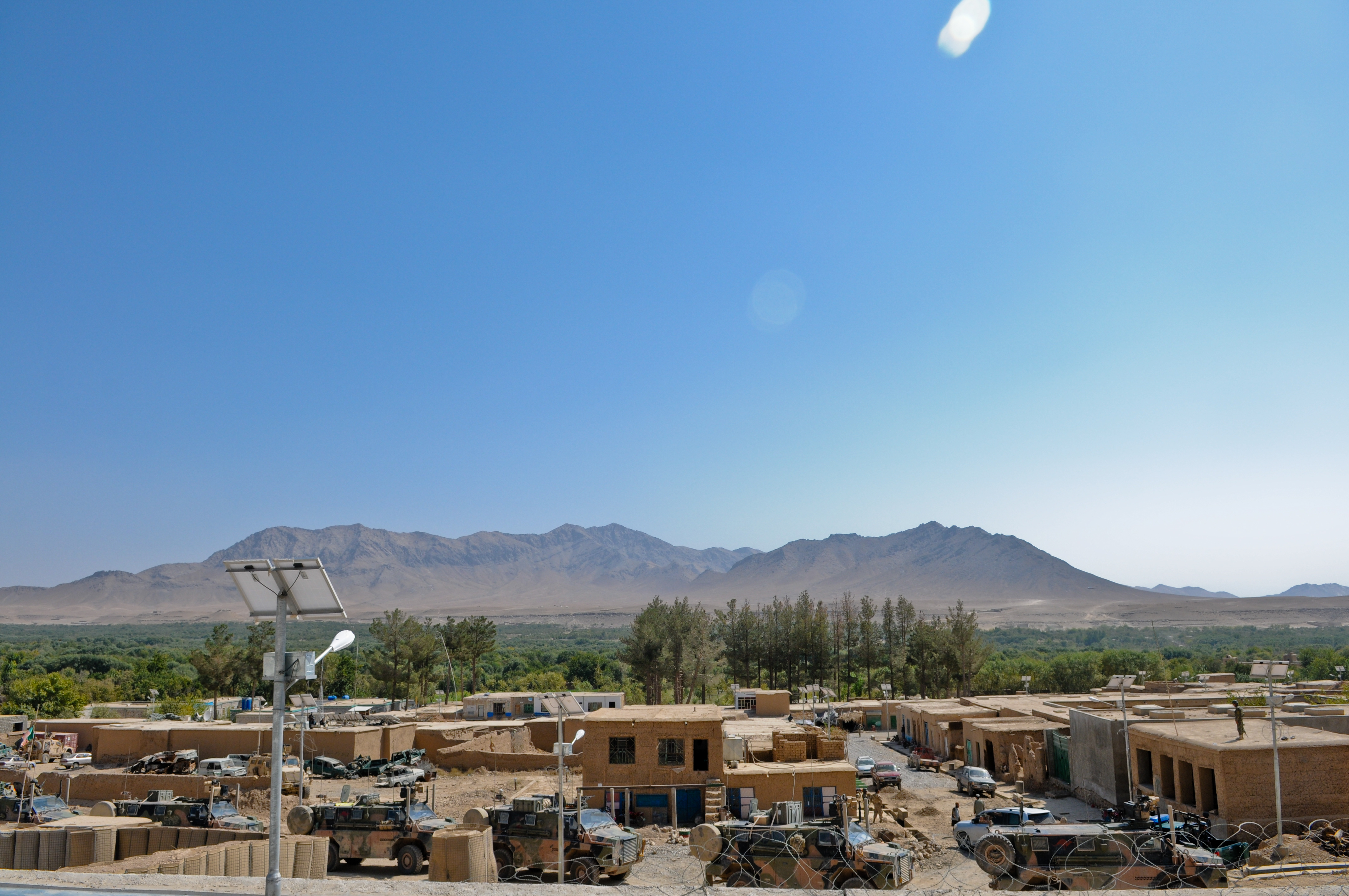
Distretto di Chora (Provincia di Urozgan).
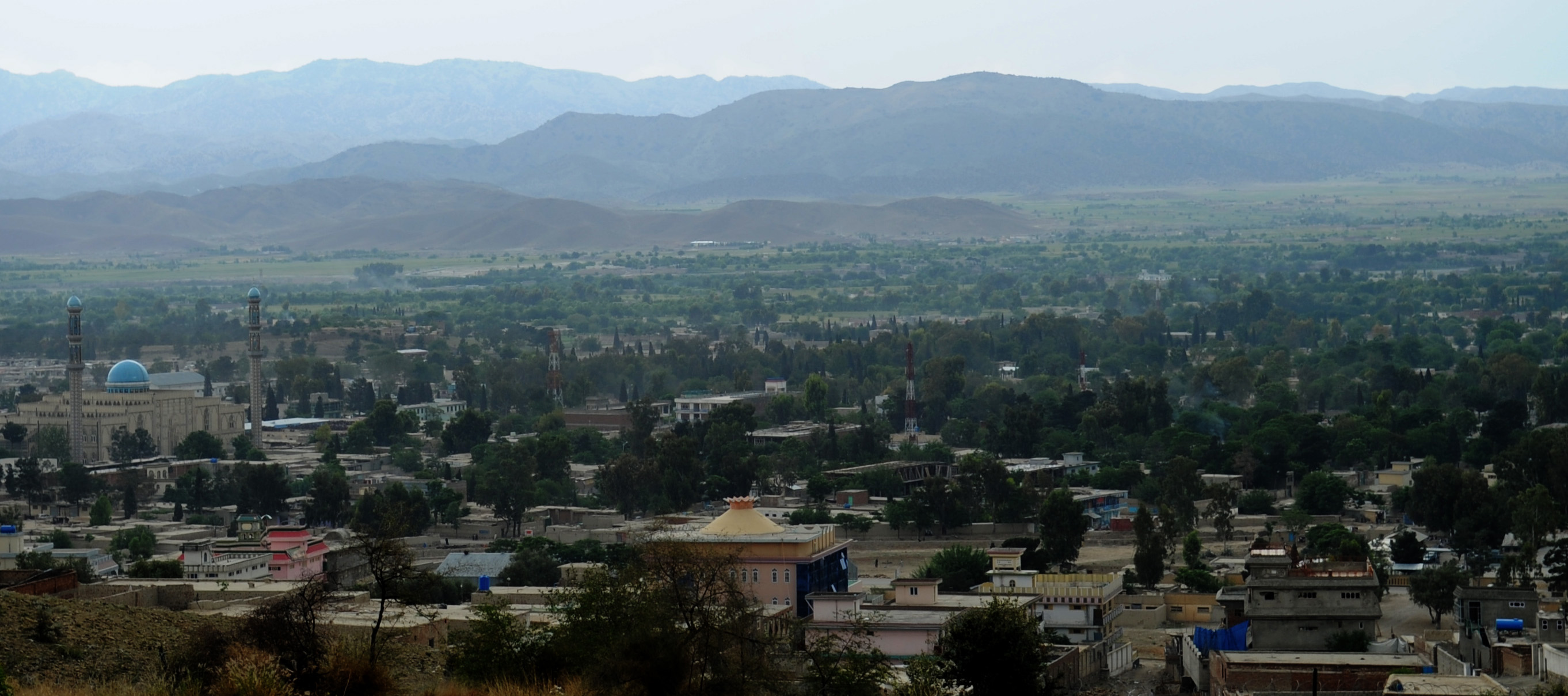
Khost, capitale della Provincia di Khost).
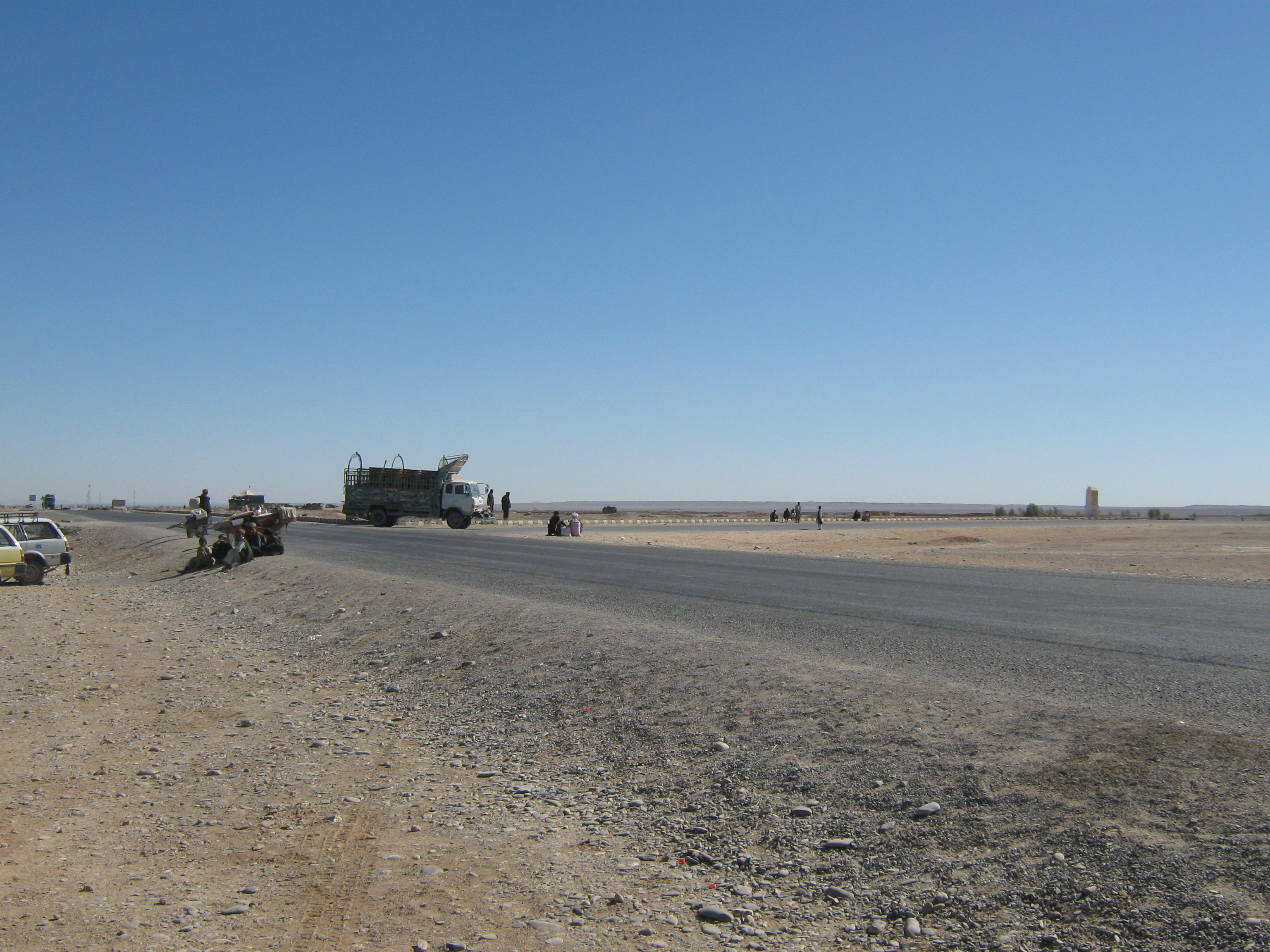
Intersezione tra l'Autostrada 1 e la Strada 606 a Delaram (Provincia di Farah).
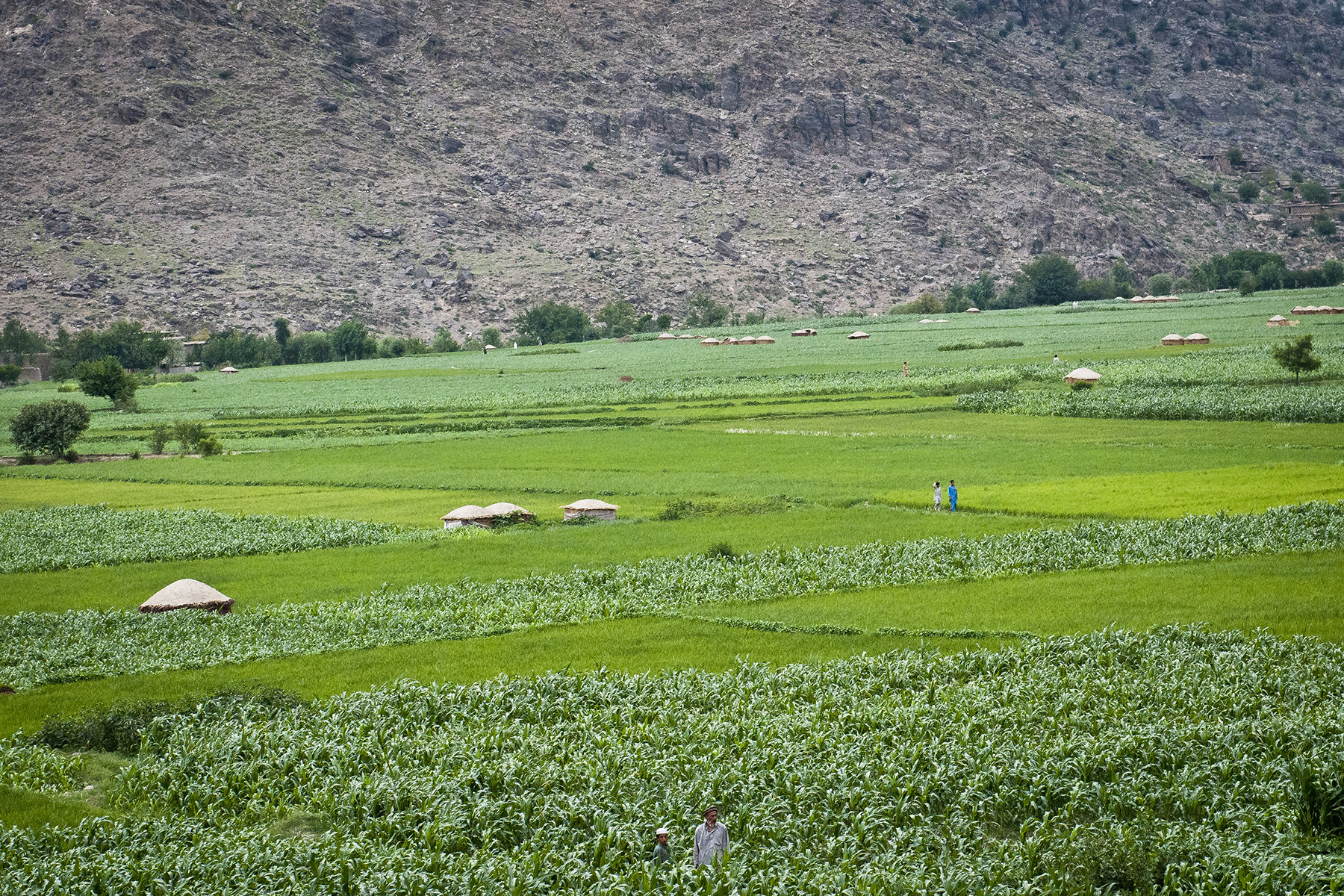
Contadini nei loro campi nella valle del fiume Pech (Provincia di Kunar).
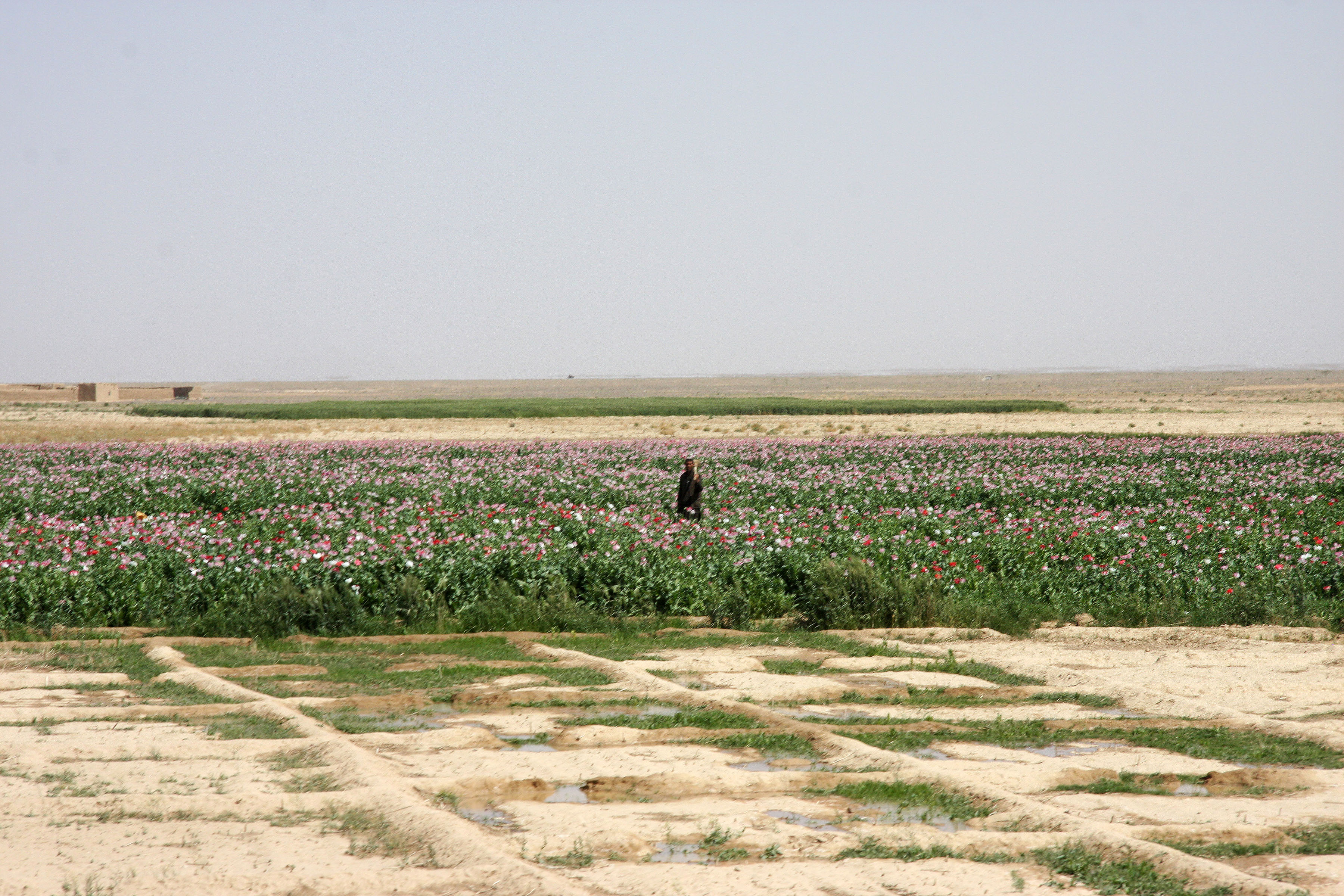
La Provincia di Nimroz, prevalentemente desertica.